# 東伯郡

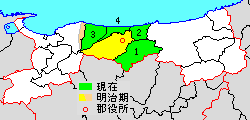
鳥取県東伯郡の位置（1.三朝町 2.湯梨浜町 3.琴浦町 4.北栄町 薄黄：後に他郡に編入された区域）

東伯郡（とうはくぐん）は、鳥取県の郡。名称は伯耆国の東部であることに由来している。
人口49,297人、面積508.36km²、人口密度97人/km²。（2025年4月1日、推計人口）
以下の4町を含む。
- 三朝町（みささちょう）
- 湯梨浜町（ゆりはまちょう）
- 琴浦町（ことうらちょう）
- 北栄町（ほくえいちょう）

## 郡域
1896年（明治29年）に行政区画として発足した当時の郡域は、上記4町に倉吉市および西伯郡大山町の一部（下甲、退休寺、羽田井以東）を加えた区域にあたる。

## 歴史
- 明治29年（1896年）

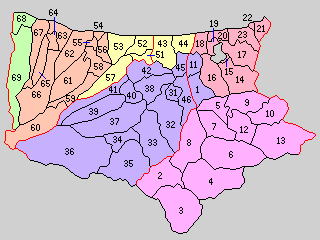
1.西郷村 2.西竹田村 3.源村 4.東竹田村 5.三朝村 6.高勢村 7.賀茂村 8.竹田村 9.鼎村 10.三徳村 11.日下村 12.小鹿村 13.神中村 14.東郷村 15.松崎村 16.花見村 17.舎人村 18.長瀬村 19.浅津村 20.橋津村・宇野村 21.久津賀村 22.泊村 23.三橋村 31.倉吉町 32.小鴨村 33.上小鴨村 34.南谷村 35.矢送村 36.山守村 37.北谷村 38.社村 39.西志村 40.福米村 41.東志村 42.灘手村 43.下北条村 44.中北条村 45.上北条村 46.上灘村 51.常盤村 52.瑞穂村 53.由良村 54.逢束村 55.市勢村 56.伊勢崎村 57.栄村 58.下郷村 59.古布庄村 60.三本杉村 61.上郷村 62.八橋村 63.赤崎村 64.豊定村 65.保永村 66.以西村 67.安田村 68.下中山村 69.上中山村（紫：倉吉市 桃：三朝町 赤：湯梨浜町 橙：琴浦町 黄：北栄町 緑：西伯郡大山町）

  - 4月1日 - 郡制の施行のため河村郡・久米郡・八橋郡の区域をもって東伯郡が発足。郡役所が倉吉町に設置。（1町58村）
    - 旧・河村郡（24村） - 西郷村（現・倉吉市）、西竹田村、源村、東竹田村、三朝村、高勢村、賀茂村、竹田村、鼎村、三徳村（現・三朝町）、日下村（現・倉吉市）、小鹿村、神中村（現・三朝町）、東郷村、松崎村、花見村、舎人村、長瀬村、浅津村、橋津村、宇野村、久津賀村、泊村、三橋村（現・湯梨浜町）
    - 旧・久米郡（1町15村） - 倉吉町、小鴨村、上小鴨村、南谷村、矢送村、山守村、北谷村、社村、西志村、福米村、東志村、灘手村（現・倉吉市）、下北条村、中北条村（現・北栄町）、上北条村、上灘村（現・倉吉市）
    - 旧・八橋郡（19村） - 常盤村、瑞穂村、由良村、栄村（現・北栄町）、逢束村、市勢村、伊勢崎村、下郷村、古布庄村、三本杉村、上郷村、八橋村、赤崎村、勝田村、保永村、以西村、安田村（現・琴浦町）、下中山村、上中山村（現・西伯郡大山町）

  - 9月1日 - 郡制を施行。
- 明治31年（1898年）7月22日 - 勝田村・保永村が合併して成美村が発足。（1町57村）
- 明治32年（1899年）5月17日 - 八橋村が町制施行して八橋町となる。（2町56村）
- 明治33年（1900年）
  - 3月27日 - 赤崎村が町制施行・改称して赤碕町となる。（3町55村）
  - 5月1日 - 古布庄村・三本杉村が合併し、改めて古布庄村が発足。（3町54村）
- 明治40年（1907年）10月1日 - 高勢村・賀茂村・竹田村が合併して旭村が発足。（3町52村）
- 明治44年（1911年）1月1日 - 西竹田村・源村・東竹田村が合併して竹田村が発足。（3町50村）
- 大正5年（1916年）3月1日 - 由良村が町制施行して由良町となる。（4町49村）
- 大正6年（1917年）
  - 11月1日（4町47村）
    - 常盤村・瑞穂村が合併して大誠村が発足。
    - 小鹿村・神中村が合併し、改めて小鹿村が発足。

  - 12月1日（4町44村）
    - 西志村・福米村・東志村が合併して高城村が発足。
    - 鼎村・三徳村が合併し、改めて三徳村が発足。
- 大正7年（1918年）1月1日 - 久津賀村・泊村・三橋村が合併し、改めて泊村が発足。（4町42村）
- 大正12年（1923年）4月1日 - 郡会が廃止。郡役所は存続。
- 大正15年（1926年）7月1日 - 郡役所が廃止。以降は地域区分名称となる。
- 昭和4年（1929年）10月1日 - 上灘村が倉吉町に編入。（4町41村）
- 昭和10年（1935年）時点での当郡の面積は814.65平方km、人口は115,126人（男56,199人・女58,927人）[1]。
- 昭和15年（1940年）12月12日 - 逢束村・市勢村・伊勢崎村が合併して浦安村が発足。（4町39村）
- 昭和17年（1942年）2月11日 - 浦安村が町制施行して浦安町となる。（5町38村）
- 昭和19年（1944年）7月1日 - 日下村が町制施行・改称して上井町となる。（6町37村）
- 昭和26年（1951年）
  - 3月1日 - 東郷村・松崎村が合併して東郷松崎町が発足。（7町35村）
  - 4月1日 - 小鴨村が倉吉町に編入。（7町34村）
- 昭和28年（1953年）
  - 4月1日（9町25村）
    - 東郷松崎町・舎人村・花見村が合併して東郷町が発足。
    - 長瀬村・浅津村・橋津村・宇野村が合併して羽合町が発足。
    - 矢送村・南谷村・山守村が合併して関金町が発足。

  - 10月1日 - 西郷村・上井町・倉吉町・上小鴨村・社村・上北条村・北谷村・高城村および灘手村の一部（寺谷・上神）が合併して倉吉市が発足し、郡より離脱。（7町19村）
  - 11月1日 - 三朝村・三徳村・小鹿村・旭村・竹田村が合併して三朝町が発足。（8町14村）
- 昭和29年（1954年）
  - 1月1日 - 赤碕町・成美村・安田村・以西村が合併し、改めて赤碕町が発足。（8町11村）
  - 2月1日 - 八橋町・浦安町・下郷村・上郷村・古布庄村が合併して東伯町が発足。（7町8村）
  - 6月1日 - 下北条村・中北条村が合併して北条町が発足。（8町6村）
- 昭和30年（1955年）
  - 4月1日 - 下中山村・上中山村が合併して中山村が発足。（8町5村）
  - 5月1日（9町2村）
    - 大誠村・栄村が合併して大栄町が発足。
    - 灘手村が倉吉市に編入。
- 昭和32年（1957年）3月31日 - 中山村が西伯郡逢坂村と合併して西伯郡中山町が発足し、郡より離脱。（9町1村）
- 昭和34年（1959年）4月1日 - 大栄町・由良町が合併し、改めて大栄町が発足。（8町1村）
- 平成16年（2004年）
  - 9月1日 - 東伯町・赤碕町が合併して琴浦町が発足。（7町1村）
  - 10月1日 - 羽合町・泊村・東郷町が合併して湯梨浜町が発足。（6町）
- 平成17年（2005年）
  - 3月22日 - 関金町が倉吉市に編入。（5町）
  - 10月1日 - 北条町・大栄町が合併して北栄町が発足。（4町）

### 変遷表
- 便宜的に当郡に一度も所属したことがない一部の村も掲載する。

| 旧郡     | 明治以前   | 明治初年 - 明治9年  | 明治10年    | 明治11年    | 明治22年 10月1日 町村制施行 | 明治22年 - 大正15年               | 昭和元年 - 昭和25年         | 昭和元年 - 昭和25年            | 昭和26年 - 昭和30年         | 昭和26年 - 昭和30年         | 昭和31年 - 昭和64年                | 平成元年 - 現在                     | 現在          |
| -------- | ---------- | ------------------- | ----------- | ----------- | --------------------------- | --------------------------------- | --------------------------- | ------------------------------ | --------------------------- | --------------------------- | ---------------------------------- | ----------------------------------- | ------------- |
| 八 橋 郡 | 新市村     | 新市村              | 住吉村      | 住吉村      | 汗入郡 逢坂村 の一部        | 明治29年4月1日 西伯郡逢坂村の一部 | 西伯郡逢坂村の一部          | 西伯郡逢坂村の一部             | 西伯郡逢坂村の一部          | 西伯郡逢坂村の一部          | 昭和32年3月31日 西伯郡中山町の一部 | 平成17年3月28日 西伯郡 大山町の一部 | 西伯郡 大山町 |
| 八 橋 郡 | 上田村     | 上田村              | 住吉村      | 住吉村      | 汗入郡 逢坂村 の一部        | 明治29年4月1日 西伯郡逢坂村の一部 | 西伯郡逢坂村の一部          | 西伯郡逢坂村の一部             | 西伯郡逢坂村の一部          | 西伯郡逢坂村の一部          | 昭和32年3月31日 西伯郡中山町の一部 | 平成17年3月28日 西伯郡 大山町の一部 | 西伯郡 大山町 |
| 八 橋 郡 | 羽田井村   | 羽田井村            | 羽田井村    | 羽田井村    | 上中山村                    | 上中山村                          | 上中山村                    | 上中山村                       | 上中山村                    | 昭和30年4月1日 中山村       | 昭和32年3月31日 西伯郡中山町の一部 | 平成17年3月28日 西伯郡 大山町の一部 | 西伯郡 大山町 |
| 八 橋 郡 | 束積村     | 束積村              | 束積村      | 束積村      | 上中山村                    | 上中山村                          | 上中山村                    | 上中山村                       | 上中山村                    | 昭和30年4月1日 中山村       | 昭和32年3月31日 西伯郡中山町の一部 | 平成17年3月28日 西伯郡 大山町の一部 | 西伯郡 大山町 |
| 八 橋 郡 | 八重村     | 八重村              | 八重村      | 八重村      | 上中山村                    | 上中山村                          | 上中山村                    | 上中山村                       | 上中山村                    | 昭和30年4月1日 中山村       | 昭和32年3月31日 西伯郡中山町の一部 | 平成17年3月28日 西伯郡 大山町の一部 | 西伯郡 大山町 |
| 八 橋 郡 | 樋口村     | 樋口村              | 樋口村      | 樋口村      | 上中山村                    | 上中山村                          | 上中山村                    | 上中山村                       | 上中山村                    | 昭和30年4月1日 中山村       | 昭和32年3月31日 西伯郡中山町の一部 | 平成17年3月28日 西伯郡 大山町の一部 | 西伯郡 大山町 |
| 八 橋 郡 | 石井垣村   | 石井垣村            | 石井垣村    | 石井垣村    | 上中山村                    | 上中山村                          | 上中山村                    | 上中山村                       | 上中山村                    | 昭和30年4月1日 中山村       | 昭和32年3月31日 西伯郡中山町の一部 | 平成17年3月28日 西伯郡 大山町の一部 | 西伯郡 大山町 |
| 八 橋 郡 | 退休寺村   | 退休寺村            | 退休寺村    | 退休寺村    | 上中山村                    | 上中山村                          | 上中山村                    | 上中山村                       | 上中山村                    | 昭和30年4月1日 中山村       | 昭和32年3月31日 西伯郡中山町の一部 | 平成17年3月28日 西伯郡 大山町の一部 | 西伯郡 大山町 |
| 八 橋 郡 | 内蔵村     | 内蔵村              | 田中村      | 田中村      | 下中山村                    | 下中山村                          | 下中山村                    | 下中山村                       | 下中山村                    | 昭和30年4月1日 中山村       | 昭和32年3月31日 西伯郡中山町の一部 | 平成17年3月28日 西伯郡 大山町の一部 | 西伯郡 大山町 |
| 八 橋 郡 | 金屋村     | 金屋村              | 田中村      | 田中村      | 下中山村                    | 下中山村                          | 下中山村                    | 下中山村                       | 下中山村                    | 昭和30年4月1日 中山村       | 昭和32年3月31日 西伯郡中山町の一部 | 平成17年3月28日 西伯郡 大山町の一部 | 西伯郡 大山町 |
| 八 橋 郡 | 潮音寺村   | 潮音寺村            | 潮音寺村    | 潮音寺村    | 下中山村                    | 下中山村                          | 下中山村                    | 下中山村                       | 下中山村                    | 昭和30年4月1日 中山村       | 昭和32年3月31日 西伯郡中山町の一部 | 平成17年3月28日 西伯郡 大山町の一部 | 西伯郡 大山町 |
| 八 橋 郡 | 栄田村     | 栄田村              | 栄田村      | 栄田村      | 下中山村                    | 下中山村                          | 下中山村                    | 下中山村                       | 下中山村                    | 昭和30年4月1日 中山村       | 昭和32年3月31日 西伯郡中山町の一部 | 平成17年3月28日 西伯郡 大山町の一部 | 西伯郡 大山町 |
| 八 橋 郡 | 御崎村     | 御崎村              | 御崎村      | 御崎村      | 下中山村                    | 下中山村                          | 下中山村                    | 下中山村                       | 下中山村                    | 昭和30年4月1日 中山村       | 昭和32年3月31日 西伯郡中山町の一部 | 平成17年3月28日 西伯郡 大山町の一部 | 西伯郡 大山町 |
| 八 橋 郡 | 赤坂村     | 赤坂村              | 赤坂村      | 赤坂村      | 下中山村                    | 下中山村                          | 下中山村                    | 下中山村                       | 下中山村                    | 昭和30年4月1日 中山村       | 昭和32年3月31日 西伯郡中山町の一部 | 平成17年3月28日 西伯郡 大山町の一部 | 西伯郡 大山町 |
| 八 橋 郡 | 下甲村     | 下甲村              | 下甲村      | 下甲村      | 下中山村                    | 下中山村                          | 下中山村                    | 下中山村                       | 下中山村                    | 昭和30年4月1日 中山村       | 昭和32年3月31日 西伯郡中山町の一部 | 平成17年3月28日 西伯郡 大山町の一部 | 西伯郡 大山町 |
| 八 橋 郡 | 赤崎宿     | 赤崎宿              | 赤崎宿      | 赤崎宿      | 赤崎村                      | 明治33年3月27日 町制改称 赤碕町   | 赤碕町                      | 赤碕町                         | 赤碕町                      | 昭和29年1月1日 赤碕町       | 赤碕町                             | 平成16年9月1日 琴浦町               | 琴浦町        |
| 八 橋 郡 | 福富村     | 福富村              | 福富村      | 赤崎宿      | 赤崎村                      | 明治33年3月27日 町制改称 赤碕町   | 赤碕町                      | 赤碕町                         | 赤碕町                      | 昭和29年1月1日 赤碕町       | 赤碕町                             | 平成16年9月1日 琴浦町               | 琴浦町        |
| 八 橋 郡 | 松谷村     | 松谷村              | 松谷村      | 松谷村      | 赤崎村                      | 明治33年3月27日 町制改称 赤碕町   | 赤碕町                      | 赤碕町                         | 赤碕町                      | 昭和29年1月1日 赤碕町       | 赤碕町                             | 平成16年9月1日 琴浦町               | 琴浦町        |
| 八 橋 郡 | 別所村     | 別所村              | 別所村      | 別所村      | 赤崎村                      | 明治33年3月27日 町制改称 赤碕町   | 赤碕町                      | 赤碕町                         | 赤碕町                      | 昭和29年1月1日 赤碕町       | 赤碕町                             | 平成16年9月1日 琴浦町               | 琴浦町        |
| 八 橋 郡 | 山川村     | 山川村              | 山川村      | 山川村      | 以西村                      | 以西村                            | 以西村                      | 以西村                         | 以西村                      | 昭和29年1月1日 赤碕町       | 赤碕町                             | 平成16年9月1日 琴浦町               | 琴浦町        |
| 八 橋 郡 | 大父村     | 大父村              | 大父村      | 大父村      | 以西村                      | 以西村                            | 以西村                      | 以西村                         | 以西村                      | 昭和29年1月1日 赤碕町       | 赤碕町                             | 平成16年9月1日 琴浦町               | 琴浦町        |
| 八 橋 郡 | 竹内村     | 竹内村              | 竹内村      | 竹内村      | 以西村                      | 以西村                            | 以西村                      | 以西村                         | 以西村                      | 昭和29年1月1日 赤碕町       | 赤碕町                             | 平成16年9月1日 琴浦町               | 琴浦町        |
| 八 橋 郡 | 金屋村     | 金屋村              | 竹内村      | 竹内村      | 以西村                      | 以西村                            | 以西村                      | 以西村                         | 以西村                      | 昭和29年1月1日 赤碕町       | 赤碕町                             | 平成16年9月1日 琴浦町               | 琴浦町        |
| 八 橋 郡 | 今地村     | 今地村              | 宮木村      | 宮木村      | 以西村                      | 以西村                            | 以西村                      | 以西村                         | 以西村                      | 昭和29年1月1日 赤碕町       | 赤碕町                             | 平成16年9月1日 琴浦町               | 琴浦町        |
| 八 橋 郡 | 高木村     | 高木村              | 宮木村      | 宮木村      | 以西村                      | 以西村                            | 以西村                      | 以西村                         | 以西村                      | 昭和29年1月1日 赤碕町       | 赤碕町                             | 平成16年9月1日 琴浦町               | 琴浦町        |
| 八 橋 郡 | 大熊村     | 大熊村              | 高岡村      | 高岡村      | 以西村                      | 以西村                            | 以西村                      | 以西村                         | 以西村                      | 昭和29年1月1日 赤碕町       | 赤碕町                             | 平成16年9月1日 琴浦町               | 琴浦町        |
| 八 橋 郡 | 国真村     | 国真村              | 高岡村      | 高岡村      | 以西村                      | 以西村                            | 以西村                      | 以西村                         | 以西村                      | 昭和29年1月1日 赤碕町       | 赤碕町                             | 平成16年9月1日 琴浦町               | 琴浦町        |
| 八 橋 郡 | 箆津村     | 箆津村              | 箆津村      | 箆津村      | 安田村                      | 安田村                            | 安田村                      | 安田村                         | 安田村                      | 昭和29年1月1日 赤碕町       | 赤碕町                             | 平成16年9月1日 琴浦町               | 琴浦町        |
| 八 橋 郡 | 梅田村     | 梅田村              | 梅田村      | 梅田村      | 安田村                      | 安田村                            | 安田村                      | 安田村                         | 安田村                      | 昭和29年1月1日 赤碕町       | 赤碕町                             | 平成16年9月1日 琴浦町               | 琴浦町        |
| 八 橋 郡 | 湯坂村     | 湯坂村              | 湯坂村      | 湯坂村      | 安田村                      | 安田村                            | 安田村                      | 安田村                         | 安田村                      | 昭和29年1月1日 赤碕町       | 赤碕町                             | 平成16年9月1日 琴浦町               | 琴浦町        |
| 八 橋 郡 | 光村       | 光村                | 光村        | 光村        | 安田村                      | 安田村                            | 安田村                      | 安田村                         | 安田村                      | 昭和29年1月1日 赤碕町       | 赤碕町                             | 平成16年9月1日 琴浦町               | 琴浦町        |
| 八 橋 郡 | 尾張村     | 尾張村              | 尾張村      | 尾張村      | 安田村                      | 安田村                            | 安田村                      | 安田村                         | 安田村                      | 昭和29年1月1日 赤碕町       | 赤碕町                             | 平成16年9月1日 琴浦町               | 琴浦町        |
| 八 橋 郡 | 向原村     | 向原村              | 八幡村      | 八幡村      | 安田村                      | 安田村                            | 安田村                      | 安田村                         | 安田村                      | 昭和29年1月1日 赤碕町       | 赤碕町                             | 平成16年9月1日 琴浦町               | 琴浦町        |
| 八 橋 郡 | 下市村     | 下市村              | 八幡村      | 八幡村      | 安田村                      | 安田村                            | 安田村                      | 安田村                         | 安田村                      | 昭和29年1月1日 赤碕町       | 赤碕町                             | 平成16年9月1日 琴浦町               | 琴浦町        |
| 八 橋 郡 | 太一垣村   | 太一垣村            | 太一垣村    | 太一垣村    | 保永村                      | 明治31年7月22日 成美村            | 成美村                      | 成美村                         | 成美村                      | 昭和29年1月1日 赤碕町       | 赤碕町                             | 平成16年9月1日 琴浦町               | 琴浦町        |
| 八 橋 郡 | 中村       | 中村                | 中村        | 中村        | 保永村                      | 明治31年7月22日 成美村            | 成美村                      | 成美村                         | 成美村                      | 昭和29年1月1日 赤碕町       | 赤碕町                             | 平成16年9月1日 琴浦町               | 琴浦町        |
| 八 橋 郡 | 佐崎村     | 佐崎村              | 佐崎村      | 佐崎村      | 保永村                      | 明治31年7月22日 成美村            | 成美村                      | 成美村                         | 成美村                      | 昭和29年1月1日 赤碕町       | 赤碕町                             | 平成16年9月1日 琴浦町               | 琴浦町        |
| 八 橋 郡 | 今在家村   | 今在家村            | 西宮村      | 西宮村      | 豊定村                      | 明治31年7月22日 成美村            | 成美村                      | 成美村                         | 成美村                      | 昭和29年1月1日 赤碕町       | 赤碕町                             | 平成16年9月1日 琴浦町               | 琴浦町        |
| 八 橋 郡 | 分乗寺村   | 分乗寺村            | 西宮村      | 西宮村      | 豊定村                      | 明治31年7月22日 成美村            | 成美村                      | 成美村                         | 成美村                      | 昭和29年1月1日 赤碕町       | 赤碕町                             | 平成16年9月1日 琴浦町               | 琴浦町        |
| 八 橋 郡 | 水口村     | 水口村              | 勝田村      | 勝田村      | 豊定村                      | 明治31年7月22日 成美村            | 成美村                      | 成美村                         | 成美村                      | 昭和29年1月1日 赤碕町       | 赤碕町                             | 平成16年9月1日 琴浦町               | 琴浦町        |
| 八 橋 郡 | 大石村     | 大石村              | 勝田村      | 勝田村      | 豊定村                      | 明治31年7月22日 成美村            | 成美村                      | 成美村                         | 成美村                      | 昭和29年1月1日 赤碕町       | 赤碕町                             | 平成16年9月1日 琴浦町               | 琴浦町        |
| 八 橋 郡 | 東井手上村 | 東井手上村          | 出上村      | 出上村      | 豊定村                      | 明治31年7月22日 成美村            | 成美村                      | 成美村                         | 成美村                      | 昭和29年1月1日 赤碕町       | 赤碕町                             | 平成16年9月1日 琴浦町               | 琴浦町        |
| 八 橋 郡 | 西井手上村 | 西井手上村          | 出上村      | 出上村      | 豊定村                      | 明治31年7月22日 成美村            | 成美村                      | 成美村                         | 成美村                      | 昭和29年1月1日 赤碕町       | 赤碕町                             | 平成16年9月1日 琴浦町               | 琴浦町        |
| 八 橋 郡 | 八橋町     | 八橋町              | 諏訪村      | 改称 八橋村 | 八橋村                      | 明治32年5月17日 町制 八橋町       | 八橋町                      | 八橋町                         | 八橋町                      | 昭和29年2月1日 東伯町       | 東伯町                             | 平成16年9月1日 琴浦町               | 琴浦町        |
| 八 橋 郡 | 岩本村     | 岩本村              | 諏訪村      | 改称 八橋村 | 八橋村                      | 明治32年5月17日 町制 八橋町       | 八橋町                      | 八橋町                         | 八橋町                      | 昭和29年2月1日 東伯町       | 東伯町                             | 平成16年9月1日 琴浦町               | 琴浦町        |
| 八 橋 郡 | 笠見村     | 笠見村              | 笠見村      | 笠見村      | 八橋村                      | 明治32年5月17日 町制 八橋町       | 八橋町                      | 八橋町                         | 八橋町                      | 昭和29年2月1日 東伯町       | 東伯町                             | 平成16年9月1日 琴浦町               | 琴浦町        |
| 八 橋 郡 | 田越村     | 田越村              | 田越村      | 田越村      | 八橋村                      | 明治32年5月17日 町制 八橋町       | 八橋町                      | 八橋町                         | 八橋町                      | 昭和29年2月1日 東伯町       | 東伯町                             | 平成16年9月1日 琴浦町               | 琴浦町        |
| 八 橋 郡 | 徳万村     | 徳万村              | 徳万村      | 徳万村      | 八橋村                      | 明治32年5月17日 町制 八橋町       | 八橋町                      | 八橋町                         | 八橋町                      | 昭和29年2月1日 東伯町       | 東伯町                             | 平成16年9月1日 琴浦町               | 琴浦町        |
| 八 橋 郡 | 保村       | 保村                | 保村        | 保村        | 八橋村                      | 明治32年5月17日 町制 八橋町       | 八橋町                      | 八橋町                         | 八橋町                      | 昭和29年2月1日 東伯町       | 東伯町                             | 平成16年9月1日 琴浦町               | 琴浦町        |
| 八 橋 郡 | 丸尾村     | 丸尾村              | 丸尾村      | 丸尾村      | 八橋村                      | 明治32年5月17日 町制 八橋町       | 八橋町                      | 八橋町                         | 八橋町                      | 昭和29年2月1日 東伯町       | 東伯町                             | 平成16年9月1日 琴浦町               | 琴浦町        |
| 八 橋 郡 | 中尾村     | 中尾村              | 中尾村      | 中尾村      | 伊勢崎村                    | 伊勢崎村                          | 昭和15年12月12日 浦安村     | 昭和17年2月11日 町制 浦安町    | 浦安町                      | 昭和29年2月1日 東伯町       | 東伯町                             | 平成16年9月1日 琴浦町               | 琴浦町        |
| 八 橋 郡 | 槻下村     | 槻下村              | 槻下村      | 槻下村      | 伊勢崎村                    | 伊勢崎村                          | 昭和15年12月12日 浦安村     | 昭和17年2月11日 町制 浦安町    | 浦安町                      | 昭和29年2月1日 東伯町       | 東伯町                             | 平成16年9月1日 琴浦町               | 琴浦町        |
| 八 橋 郡 | 金屋村     | 金屋村              | 金屋村      | 金屋村      | 伊勢崎村                    | 伊勢崎村                          | 昭和15年12月12日 浦安村     | 昭和17年2月11日 町制 浦安町    | 浦安町                      | 昭和29年2月1日 東伯町       | 東伯町                             | 平成16年9月1日 琴浦町               | 琴浦町        |
| 八 橋 郡 | 逢束村     | 逢束村              | 逢束村      | 逢束村      | 逢束村                      | 逢束村                            | 昭和15年12月12日 浦安村     | 昭和17年2月11日 町制 浦安町    | 浦安町                      | 昭和29年2月1日 東伯町       | 東伯町                             | 平成16年9月1日 琴浦町               | 琴浦町        |
| 八 橋 郡 | 上伊勢村   | 上伊勢村            | 上伊勢村    | 上伊勢村    | 市勢村                      | 市勢村                            | 昭和15年12月12日 浦安村     | 昭和17年2月11日 町制 浦安町    | 浦安町                      | 昭和29年2月1日 東伯町       | 東伯町                             | 平成16年9月1日 琴浦町               | 琴浦町        |
| 八 橋 郡 | 下伊勢村   | 下伊勢村            | 下伊勢村    | 下伊勢村    | 市勢村                      | 市勢村                            | 昭和15年12月12日 浦安村     | 昭和17年2月11日 町制 浦安町    | 浦安町                      | 昭和29年2月1日 東伯町       | 東伯町                             | 平成16年9月1日 琴浦町               | 琴浦町        |
| 八 橋 郡 | 金市村     | 金市村              | 金市村      | 金市村      | 市勢村                      | 市勢村                            | 昭和15年12月12日 浦安村     | 昭和17年2月11日 町制 浦安町    | 浦安町                      | 昭和29年2月1日 東伯町       | 東伯町                             | 平成16年9月1日 琴浦町               | 琴浦町        |
| 八 橋 郡 | 高松村     | 高松村              | 金市村      | 金市村      | 市勢村                      | 市勢村                            | 昭和15年12月12日 浦安村     | 昭和17年2月11日 町制 浦安町    | 浦安町                      | 昭和29年2月1日 東伯町       | 東伯町                             | 平成16年9月1日 琴浦町               | 琴浦町        |
| 八 橋 郡 | 野田村     | 野田村              | 野田村      | 野田村      | 上郷村                      | 上郷村                            | 上郷村                      | 上郷村                         | 上郷村                      | 昭和29年2月1日 東伯町       | 東伯町                             | 平成16年9月1日 琴浦町               | 琴浦町        |
| 八 橋 郡 | 大杉村     | 大杉村              | 大杉村      | 大杉村      | 上郷村                      | 上郷村                            | 上郷村                      | 上郷村                         | 上郷村                      | 昭和29年2月1日 東伯町       | 東伯町                             | 平成16年9月1日 琴浦町               | 琴浦町        |
| 八 橋 郡 | 山田村     | 山田村              | 山田村      | 山田村      | 上郷村                      | 上郷村                            | 上郷村                      | 上郷村                         | 上郷村                      | 昭和29年2月1日 東伯町       | 東伯町                             | 平成16年9月1日 琴浦町               | 琴浦町        |
| 八 橋 郡 | 公文村     | 公文村              | 公文村      | 公文村      | 上郷村                      | 上郷村                            | 上郷村                      | 上郷村                         | 上郷村                      | 昭和29年2月1日 東伯町       | 東伯町                             | 平成16年9月1日 琴浦町               | 琴浦町        |
| 八 橋 郡 | 倉坂村     | 倉坂村              | 倉坂村      | 倉坂村      | 上郷村                      | 上郷村                            | 上郷村                      | 上郷村                         | 上郷村                      | 昭和29年2月1日 東伯町       | 東伯町                             | 平成16年9月1日 琴浦町               | 琴浦町        |
| 八 橋 郡 | 赤松村     | 赤松村              | 赤松村      | 福永村      | 上郷村                      | 上郷村                            | 上郷村                      | 上郷村                         | 上郷村                      | 昭和29年2月1日 東伯町       | 東伯町                             | 平成16年9月1日 琴浦町               | 琴浦町        |
| 八 橋 郡 | 出合村     | 出合村              | 出合村      | 福永村      | 上郷村                      | 上郷村                            | 上郷村                      | 上郷村                         | 上郷村                      | 昭和29年2月1日 東伯町       | 東伯町                             | 平成16年9月1日 琴浦町               | 琴浦町        |
| 八 橋 郡 | 杉下村     | 杉下村              | 杉下村      | 杉下村      | 下郷村                      | 下郷村                            | 下郷村                      | 下郷村                         | 下郷村                      | 昭和29年2月1日 東伯町       | 東伯町                             | 平成16年9月1日 琴浦町               | 琴浦町        |
| 八 橋 郡 | 森藤村     | 森藤村              | 森藤村      | 森藤村      | 下郷村                      | 下郷村                            | 下郷村                      | 下郷村                         | 下郷村                      | 昭和29年2月1日 東伯町       | 東伯町                             | 平成16年9月1日 琴浦町               | 琴浦町        |
| 八 橋 郡 | 下大江村   | 下大江村            | 下大江村    | 下大江村    | 下郷村                      | 下郷村                            | 下郷村                      | 下郷村                         | 下郷村                      | 昭和29年2月1日 東伯町       | 東伯町                             | 平成16年9月1日 琴浦町               | 琴浦町        |
| 八 橋 郡 | 光好村     | 光好村              | 光好村      | 光好村      | 下郷村                      | 下郷村                            | 下郷村                      | 下郷村                         | 下郷村                      | 昭和29年2月1日 東伯町       | 東伯町                             | 平成16年9月1日 琴浦町               | 琴浦町        |
| 八 橋 郡 | 中原村     | 中原村              | 三保村      | 三保村      | 下郷村                      | 下郷村                            | 下郷村                      | 下郷村                         | 下郷村                      | 昭和29年2月1日 東伯町       | 東伯町                             | 平成16年9月1日 琴浦町               | 琴浦町        |
| 八 橋 郡 | 晩田村     | 晩田村              | 三保村      | 三保村      | 下郷村                      | 下郷村                            | 下郷村                      | 下郷村                         | 下郷村                      | 昭和29年2月1日 東伯町       | 東伯町                             | 平成16年9月1日 琴浦町               | 琴浦町        |
| 八 橋 郡 | 発坂村     | 発坂村              | 三保村      | 三保村      | 下郷村                      | 下郷村                            | 下郷村                      | 下郷村                         | 下郷村                      | 昭和29年2月1日 東伯町       | 東伯町                             | 平成16年9月1日 琴浦町               | 琴浦町        |
| 八 橋 郡 | 細工所村   | 細工所村            | 美好村      | 美好村      | 下郷村                      | 下郷村                            | 下郷村                      | 下郷村                         | 下郷村                      | 昭和29年2月1日 東伯町       | 東伯町                             | 平成16年9月1日 琴浦町               | 琴浦町        |
| 八 橋 郡 | 福寄村     | 福寄村              | 美好村      | 美好村      | 下郷村                      | 下郷村                            | 下郷村                      | 下郷村                         | 下郷村                      | 昭和29年2月1日 東伯町       | 東伯町                             | 平成16年9月1日 琴浦町               | 琴浦町        |
| 八 橋 郡 | 種久村     | 種久村              | 釛村        | 釛村        | 下郷村                      | 下郷村                            | 下郷村                      | 下郷村                         | 下郷村                      | 昭和29年2月1日 東伯町       | 東伯町                             | 平成16年9月1日 琴浦町               | 琴浦町        |
| 八 橋 郡 | 山崎村     | 山崎村              | 釛村        | 釛村        | 下郷村                      | 下郷村                            | 下郷村                      | 下郷村                         | 下郷村                      | 昭和29年2月1日 東伯町       | 東伯町                             | 平成16年9月1日 琴浦町               | 琴浦町        |
| 八 橋 郡 | 法万村     | 法万村              | 法万村      | 法万村      | 古布庄村                    | 明治33年5月1日 古布庄村           | 古布庄村                    | 古布庄村                       | 古布庄村                    | 昭和29年2月1日 東伯町       | 東伯町                             | 平成16年9月1日 琴浦町               | 琴浦町        |
| 八 橋 郡 | 矢下村     | 矢下村              | 矢下村      | 矢下村      | 古布庄村                    | 明治33年5月1日 古布庄村           | 古布庄村                    | 古布庄村                       | 古布庄村                    | 昭和29年2月1日 東伯町       | 東伯町                             | 平成16年9月1日 琴浦町               | 琴浦町        |
| 八 橋 郡 | 八反田村   | 八反田村            | 八反田村    | 八反田村    | 古布庄村                    | 明治33年5月1日 古布庄村           | 古布庄村                    | 古布庄村                       | 古布庄村                    | 昭和29年2月1日 東伯町       | 東伯町                             | 平成16年9月1日 琴浦町               | 琴浦町        |
| 八 橋 郡 | 杉地村     | 杉地村              | 杉地村      | 杉地村      | 古布庄村                    | 明治33年5月1日 古布庄村           | 古布庄村                    | 古布庄村                       | 古布庄村                    | 昭和29年2月1日 東伯町       | 東伯町                             | 平成16年9月1日 琴浦町               | 琴浦町        |
| 八 橋 郡 | 種井村     | 種井村              | 杉地村      | 杉地村      | 古布庄村                    | 明治33年5月1日 古布庄村           | 古布庄村                    | 古布庄村                       | 古布庄村                    | 昭和29年2月1日 東伯町       | 東伯町                             | 平成16年9月1日 琴浦町               | 琴浦町        |
| 八 橋 郡 | 宮内村     | 宮内村              | 宮場村      | 宮場村      | 古布庄村                    | 明治33年5月1日 古布庄村           | 古布庄村                    | 古布庄村                       | 古布庄村                    | 昭和29年2月1日 東伯町       | 東伯町                             | 平成16年9月1日 琴浦町               | 琴浦町        |
| 八 橋 郡 | 馬場村     | 馬場村              | 宮場村      | 宮場村      | 古布庄村                    | 明治33年5月1日 古布庄村           | 古布庄村                    | 古布庄村                       | 古布庄村                    | 昭和29年2月1日 東伯町       | 東伯町                             | 平成16年9月1日 琴浦町               | 琴浦町        |
| 八 橋 郡 | 長房村     | 長房村              | 古長村      | 古長村      | 古布庄村                    | 明治33年5月1日 古布庄村           | 古布庄村                    | 古布庄村                       | 古布庄村                    | 昭和29年2月1日 東伯町       | 東伯町                             | 平成16年9月1日 琴浦町               | 琴浦町        |
| 八 橋 郡 | 古布地村   | 古布地村            | 古長村      | 古長村      | 古布庄村                    | 明治33年5月1日 古布庄村           | 古布庄村                    | 古布庄村                       | 古布庄村                    | 昭和29年2月1日 東伯町       | 東伯町                             | 平成16年9月1日 琴浦町               | 琴浦町        |
| 八 橋 郡 | 別所村     | 別所村              | 別所村      | 別宮村      | 古布庄村                    | 明治33年5月1日 古布庄村           | 古布庄村                    | 古布庄村                       | 古布庄村                    | 昭和29年2月1日 東伯町       | 東伯町                             | 平成16年9月1日 琴浦町               | 琴浦町        |
| 八 橋 郡 | 宮脇村     | 宮脇村              | 宮脇村      | 別宮村      | 古布庄村                    | 明治33年5月1日 古布庄村           | 古布庄村                    | 古布庄村                       | 古布庄村                    | 昭和29年2月1日 東伯町       | 東伯町                             | 平成16年9月1日 琴浦町               | 琴浦町        |
| 八 橋 郡 | 三本杉村   | 三本杉村            | 三本杉村    | 三本杉村    | 三本杉村                    | 明治33年5月1日 古布庄村           | 古布庄村                    | 古布庄村                       | 古布庄村                    | 昭和29年2月1日 東伯町       | 東伯町                             | 平成16年9月1日 琴浦町               | 琴浦町        |
| 八 橋 郡 | 中津原村   | 中津原村            | 中津原村    | 中津原村    | 三本杉村                    | 明治33年5月1日 古布庄村           | 古布庄村                    | 古布庄村                       | 古布庄村                    | 昭和29年2月1日 東伯町       | 東伯町                             | 平成16年9月1日 琴浦町               | 琴浦町        |
| 八 橋 郡 | 野井倉村   | 野井倉村            | 野井倉村    | 野井倉村    | 三本杉村                    | 明治33年5月1日 古布庄村           | 古布庄村                    | 古布庄村                       | 古布庄村                    | 昭和29年2月1日 東伯町       | 東伯町                             | 平成16年9月1日 琴浦町               | 琴浦町        |
| 八 橋 郡 | 由良宿     | 由良宿              | 由良宿      | 由良宿      | 由良村                      | 大正5年3月1日 町制 由良町         | 由良町                      | 由良町                         | 由良町                      | 由良町                      | 昭和34年4月1日 大栄町              | 平成17年10月1日 北栄町              | 北栄町        |
| 八 橋 郡 | 別所村     | 別所村              | 由良宿      | 由良宿      | 由良村                      | 大正5年3月1日 町制 由良町         | 由良町                      | 由良町                         | 由良町                      | 由良町                      | 昭和34年4月1日 大栄町              | 平成17年10月1日 北栄町              | 北栄町        |
| 八 橋 郡 | 妻波村     | 妻波村              | 妻波村      | 妻波村      | 由良村                      | 大正5年3月1日 町制 由良町         | 由良町                      | 由良町                         | 由良町                      | 由良町                      | 昭和34年4月1日 大栄町              | 平成17年10月1日 北栄町              | 北栄町        |
| 八 橋 郡 | 大谷村     | 大谷村              | 大谷村      | 大谷村      | 由良村                      | 大正5年3月1日 町制 由良町         | 由良町                      | 由良町                         | 由良町                      | 由良町                      | 昭和34年4月1日 大栄町              | 平成17年10月1日 北栄町              | 北栄町        |
| 八 橋 郡 | 島村       | 島村                | 島村        | 島村        | 常盤村                      | 大正6年11月1日 大誠村             | 大誠村                      | 大誠村                         | 大誠村                      | 昭和30年5月1日 大栄町       | 昭和34年4月1日 大栄町              | 平成17年10月1日 北栄町              | 北栄町        |
| 八 橋 郡 | 原村       | 原村                | 原村        | 原村        | 常盤村                      | 大正6年11月1日 大誠村             | 大誠村                      | 大誠村                         | 大誠村                      | 昭和30年5月1日 大栄町       | 昭和34年4月1日 大栄町              | 平成17年10月1日 北栄町              | 北栄町        |
| 八 橋 郡 | 西穂波村   | 西穂波村            | 西穂波村    | 西穂波村    | 常盤村                      | 大正6年11月1日 大誠村             | 大誠村                      | 大誠村                         | 大誠村                      | 昭和30年5月1日 大栄町       | 昭和34年4月1日 大栄町              | 平成17年10月1日 北栄町              | 北栄町        |
| 八 橋 郡 | 穂波村     | 穂波村              | 穂波村      | 穂波村      | 常盤村                      | 大正6年11月1日 大誠村             | 大誠村                      | 大誠村                         | 大誠村                      | 昭和30年5月1日 大栄町       | 昭和34年4月1日 大栄町              | 平成17年10月1日 北栄町              | 北栄町        |
| 八 橋 郡 | 瀬戸村     | 瀬戸村              | 瀬戸村      | 瀬戸村      | 瑞穂村                      | 大正6年11月1日 大誠村             | 大誠村                      | 大誠村                         | 大誠村                      | 昭和30年5月1日 大栄町       | 昭和34年4月1日 大栄町              | 平成17年10月1日 北栄町              | 北栄町        |
| 八 橋 郡 | 六尾村     | 六尾村              | 六尾村      | 六尾村      | 瑞穂村                      | 大正6年11月1日 大誠村             | 大誠村                      | 大誠村                         | 大誠村                      | 昭和30年5月1日 大栄町       | 昭和34年4月1日 大栄町              | 平成17年10月1日 北栄町              | 北栄町        |
| 八 橋 郡 | 東園村     | 東園村              | 東園村      | 東園村      | 瑞穂村                      | 大正6年11月1日 大誠村             | 大誠村                      | 大誠村                         | 大誠村                      | 昭和30年5月1日 大栄町       | 昭和34年4月1日 大栄町              | 平成17年10月1日 北栄町              | 北栄町        |
| 八 橋 郡 | 西園村     | 西園村              | 西園村      | 西園村      | 瑞穂村                      | 大正6年11月1日 大誠村             | 大誠村                      | 大誠村                         | 大誠村                      | 昭和30年5月1日 大栄町       | 昭和34年4月1日 大栄町              | 平成17年10月1日 北栄町              | 北栄町        |
| 八 橋 郡 | 東高尾村   | 東高尾村            | 東高尾村    | 東高尾村    | 栄村                        | 栄村                              | 栄村                        | 栄村                           | 栄村                        | 昭和30年5月1日 大栄町       | 昭和34年4月1日 大栄町              | 平成17年10月1日 北栄町              | 北栄町        |
| 八 橋 郡 | 西高尾村   | 西高尾村            | 西高尾村    | 西高尾村    | 栄村                        | 栄村                              | 栄村                        | 栄村                           | 栄村                        | 昭和30年5月1日 大栄町       | 昭和34年4月1日 大栄町              | 平成17年10月1日 北栄町              | 北栄町        |
| 八 橋 郡 | 上種村     | 上種村              | 上種村      | 上種村      | 栄村                        | 栄村                              | 栄村                        | 栄村                           | 栄村                        | 昭和30年5月1日 大栄町       | 昭和34年4月1日 大栄町              | 平成17年10月1日 北栄町              | 北栄町        |
| 八 橋 郡 | 下種村     | 下種村              | 下種村      | 下種村      | 栄村                        | 栄村                              | 栄村                        | 栄村                           | 栄村                        | 昭和30年5月1日 大栄町       | 昭和34年4月1日 大栄町              | 平成17年10月1日 北栄町              | 北栄町        |
| 八 橋 郡 | 岩坪村     | 岩坪村              | 岩坪村      | 岩坪村      | 栄村                        | 栄村                              | 栄村                        | 栄村                           | 栄村                        | 昭和30年5月1日 大栄町       | 昭和34年4月1日 大栄町              | 平成17年10月1日 北栄町              | 北栄町        |
| 八 橋 郡 | 亀谷村     | 亀谷村              | 亀谷村      | 亀谷村      | 栄村                        | 栄村                              | 栄村                        | 栄村                           | 栄村                        | 昭和30年5月1日 大栄町       | 昭和34年4月1日 大栄町              | 平成17年10月1日 北栄町              | 北栄町        |
| 久 米 郡 | 江北村     | 江北村              | 江北村      | 江北村      | 中北条村                    | 中北条村                          | 中北条村                    | 中北条村                       | 中北条村                    | 昭和29年6月1日 北条町       | 北条町                             | 平成17年10月1日 北栄町              | 北栄町        |
| 久 米 郡 | 国坂村     | 国坂村              | 国坂村      | 国坂村      | 中北条村                    | 中北条村                          | 中北条村                    | 中北条村                       | 中北条村                    | 昭和29年6月1日 北条町       | 北条町                             | 平成17年10月1日 北栄町              | 北栄町        |
| 久 米 郡 | 弓原村     | 弓原村              | 弓原村      | 弓原村      | 下北条村                    | 下北条村                          | 下北条村                    | 下北条村                       | 下北条村                    | 昭和29年6月1日 北条町       | 北条町                             | 平成17年10月1日 北栄町              | 北栄町        |
| 久 米 郡 | 下神村     | 下神村              | 下神村      | 下神村      | 下北条村                    | 下北条村                          | 下北条村                    | 下北条村                       | 下北条村                    | 昭和29年6月1日 北条町       | 北条町                             | 平成17年10月1日 北栄町              | 北栄町        |
| 久 米 郡 | 松神村     | 松神村              | 松神村      | 松神村      | 下北条村                    | 下北条村                          | 下北条村                    | 下北条村                       | 下北条村                    | 昭和29年6月1日 北条町       | 北条町                             | 平成17年10月1日 北栄町              | 北栄町        |
| 久 米 郡 | 曲村       | 曲村                | 曲村        | 曲村        | 下北条村                    | 下北条村                          | 下北条村                    | 下北条村                       | 下北条村                    | 昭和29年6月1日 北条町       | 北条町                             | 平成17年10月1日 北栄町              | 北栄町        |
| 久 米 郡 | 土下村     | 土下村              | 土下村      | 土下村      | 下北条村                    | 下北条村                          | 下北条村                    | 下北条村                       | 下北条村                    | 昭和29年6月1日 北条町       | 北条町                             | 平成17年10月1日 北栄町              | 北栄町        |
| 久 米 郡 | 島村       | 島村                | 島村        | 島村        | 下北条村                    | 下北条村                          | 下北条村                    | 下北条村                       | 下北条村                    | 昭和29年6月1日 北条町       | 北条町                             | 平成17年10月1日 北栄町              | 北栄町        |
| 久 米 郡 | 北尾村     | 北尾村              | 北尾村      | 北尾村      | 下北条村                    | 下北条村                          | 下北条村                    | 下北条村                       | 下北条村                    | 昭和29年6月1日 北条町       | 北条町                             | 平成17年10月1日 北栄町              | 北栄町        |
| 久 米 郡 | 田井村     | 田井村              | 田井村      | 田井村      | 下北条村                    | 下北条村                          | 下北条村                    | 下北条村                       | 下北条村                    | 昭和29年6月1日 北条町       | 北条町                             | 平成17年10月1日 北栄町              | 北栄町        |
| 久 米 郡 | 島沢村     | 島沢村              | 改称 米里村 | 米里村      | 下北条村                    | 下北条村                          | 下北条村                    | 下北条村                       | 下北条村                    | 昭和29年6月1日 北条町       | 北条町                             | 平成17年10月1日 北栄町              | 北栄町        |
| 久 米 郡 | 堀村       | 堀村                | 堀村        | 堀村        | 山守村                      | 山守村                            | 山守村                      | 山守村                         | 山守村                      | 昭和28年4月1日 関金町       | 関金町                             | 平成17年3月22日 倉吉市に編入        | 倉吉市        |
| 久 米 郡 | 今西村     | 今西村              | 今西村      | 今西村      | 山守村                      | 山守村                            | 山守村                      | 山守村                         | 山守村                      | 昭和28年4月1日 関金町       | 関金町                             | 平成17年3月22日 倉吉市に編入        | 倉吉市        |
| 久 米 郡 | 明高村     | 明高村              | 明高村      | 明高村      | 山守村                      | 山守村                            | 山守村                      | 山守村                         | 山守村                      | 昭和28年4月1日 関金町       | 関金町                             | 平成17年3月22日 倉吉市に編入        | 倉吉市        |
| 久 米 郡 | 福原村     | 福原村              | 福原村      | 福原村      | 山守村                      | 山守村                            | 山守村                      | 山守村                         | 山守村                      | 昭和28年4月1日 関金町       | 関金町                             | 平成17年3月22日 倉吉市に編入        | 倉吉市        |
| 久 米 郡 | 小泉村     | 小泉村              | 小泉村      | 小泉村      | 山守村                      | 山守村                            | 山守村                      | 山守村                         | 山守村                      | 昭和28年4月1日 関金町       | 関金町                             | 平成17年3月22日 倉吉市に編入        | 倉吉市        |
| 久 米 郡 | 米富村     | 米富村              | 米富村      | 米富村      | 山守村                      | 山守村                            | 山守村                      | 山守村                         | 山守村                      | 昭和28年4月1日 関金町       | 関金町                             | 平成17年3月22日 倉吉市に編入        | 倉吉市        |
| 久 米 郡 | 野添村     | 野添村              | 野添村      | 野添村      | 山守村                      | 山守村                            | 山守村                      | 山守村                         | 山守村                      | 昭和28年4月1日 関金町       | 関金町                             | 平成17年3月22日 倉吉市に編入        | 倉吉市        |
| 久 米 郡 | 金谷村     | 金谷村              | 関金宿      | 関金宿      | 矢送村                      | 矢送村                            | 矢送村                      | 矢送村                         | 矢送村                      | 昭和28年4月1日 関金町       | 関金町                             | 平成17年3月22日 倉吉市に編入        | 倉吉市        |
| 久 米 郡 | 湯関村     | 明治3年 改称 湯関宿 | 関金宿      | 関金宿      | 矢送村                      | 矢送村                            | 矢送村                      | 矢送村                         | 矢送村                      | 昭和28年4月1日 関金町       | 関金町                             | 平成17年3月22日 倉吉市に編入        | 倉吉市        |
| 久 米 郡 | 山口村     | 山口村              | 山口村      | 山口村      | 矢送村                      | 矢送村                            | 矢送村                      | 矢送村                         | 矢送村                      | 昭和28年4月1日 関金町       | 関金町                             | 平成17年3月22日 倉吉市に編入        | 倉吉市        |
| 久 米 郡 | 田中村     | 田中村              | 山口村      | 山口村      | 矢送村                      | 矢送村                            | 矢送村                      | 矢送村                         | 矢送村                      | 昭和28年4月1日 関金町       | 関金町                             | 平成17年3月22日 倉吉市に編入        | 倉吉市        |
| 久 米 郡 | 郡家村     | 郡家村              | 郡家村      | 郡家村      | 矢送村                      | 矢送村                            | 矢送村                      | 矢送村                         | 矢送村                      | 昭和28年4月1日 関金町       | 関金町                             | 平成17年3月22日 倉吉市に編入        | 倉吉市        |
| 久 米 郡 | 安歩村     | 安歩村              | 安歩村      | 安歩村      | 南谷村                      | 南谷村                            | 南谷村                      | 南谷村                         | 南谷村                      | 昭和28年4月1日 関金町       | 関金町                             | 平成17年3月22日 倉吉市に編入        | 倉吉市        |
| 久 米 郡 | 松河原村   | 松河原村            | 松河原村    | 松河原村    | 南谷村                      | 南谷村                            | 南谷村                      | 南谷村                         | 南谷村                      | 昭和28年4月1日 関金町       | 関金町                             | 平成17年3月22日 倉吉市に編入        | 倉吉市        |
| 久 米 郡 | 泰久寺村   | 泰久寺村            | 泰久寺村    | 泰久寺村    | 南谷村                      | 南谷村                            | 南谷村                      | 南谷村                         | 南谷村                      | 昭和28年4月1日 関金町       | 関金町                             | 平成17年3月22日 倉吉市に編入        | 倉吉市        |
| 久 米 郡 | 大鳥居村   | 大鳥居村            | 大鳥居村    | 大鳥居村    | 南谷村                      | 南谷村                            | 南谷村                      | 南谷村                         | 南谷村                      | 昭和28年4月1日 関金町       | 関金町                             | 平成17年3月22日 倉吉市に編入        | 倉吉市        |
| 久 米 郡 | 小鳥居村   | 小鳥居村            | 大鳥居村    | 大鳥居村    | 南谷村                      | 南谷村                            | 南谷村                      | 南谷村                         | 南谷村                      | 昭和28年4月1日 関金町       | 関金町                             | 平成17年3月22日 倉吉市に編入        | 倉吉市        |
| 久 米 郡 | 尾原村     | 尾原村              | 尾原村      | 尾原村      | 灘手村                      | 灘手村                            | 灘手村                      | 灘手村                         | 灘手村                      | 昭和30年5月1日 倉吉市に編入 | 倉吉市                             | 倉吉市                              | 倉吉市        |
| 久 米 郡 | 穴沢村     | 穴沢村              | 穴沢村      | 穴沢村      | 灘手村                      | 灘手村                            | 灘手村                      | 灘手村                         | 灘手村                      | 昭和30年5月1日 倉吉市に編入 | 倉吉市                             | 倉吉市                              | 倉吉市        |
| 久 米 郡 | 北面村     | 北面村              | 北面村      | 北面村      | 灘手村                      | 灘手村                            | 灘手村                      | 灘手村                         | 灘手村                      | 昭和30年5月1日 倉吉市に編入 | 倉吉市                             | 倉吉市                              | 倉吉市        |
| 久 米 郡 | 別所村     | 別所村              | 別所村      | 別所村      | 灘手村                      | 灘手村                            | 灘手村                      | 灘手村                         | 灘手村                      | 昭和30年5月1日 倉吉市に編入 | 倉吉市                             | 倉吉市                              | 倉吉市        |
| 久 米 郡 | 鋤村       | 鋤村                | 鋤村        | 鋤村        | 灘手村                      | 灘手村                            | 灘手村                      | 灘手村                         | 灘手村                      | 昭和30年5月1日 倉吉市に編入 | 倉吉市                             | 倉吉市                              | 倉吉市        |
| 久 米 郡 | 谷村       | 谷村                | 谷村        | 谷村        | 灘手村                      | 灘手村                            | 灘手村                      | 灘手村                         | 灘手村                      | 昭和30年5月1日 倉吉市に編入 | 倉吉市                             | 倉吉市                              | 倉吉市        |
| 久 米 郡 | 津原村     | 津原村              | 津原村      | 津原村      | 灘手村                      | 灘手村                            | 灘手村                      | 灘手村                         | 灘手村                      | 昭和30年5月1日 倉吉市に編入 | 倉吉市                             | 倉吉市                              | 倉吉市        |
| 久 米 郡 | 寺谷村     | 寺谷村              | 寺谷村      | 寺谷村      | 灘手村                      | 灘手村                            | 灘手村                      | 灘手村                         | 灘手村                      | 昭和28年10月1日 倉吉市      | 倉吉市                             | 倉吉市                              | 倉吉市        |
| 久 米 郡 | 上神村     | 上神村              | 上神村      | 上神村      | 灘手村                      | 灘手村                            | 灘手村                      | 灘手村                         | 灘手村                      | 昭和28年10月1日 倉吉市      | 倉吉市                             | 倉吉市                              | 倉吉市        |
| 久 米 郡 | 倉吉町     | 倉吉町              | 倉吉町      | 倉吉町      | 倉吉町                      | 倉吉町                            | 倉吉町                      | 倉吉町                         | 倉吉町                      | 昭和28年10月1日 倉吉市      | 倉吉市                             | 倉吉市                              | 倉吉市        |
| 久 米 郡 | 神坂村     | 神坂村              | 神坂村      | 倉吉町      | 倉吉町                      | 倉吉町                            | 倉吉町                      | 倉吉町                         | 倉吉町                      | 昭和28年10月1日 倉吉市      | 倉吉市                             | 倉吉市                              | 倉吉市        |
| 久 米 郡 | 余戸谷村   | 余戸谷村            | 余戸谷村    | 倉吉町      | 倉吉町                      | 倉吉町                            | 倉吉町                      | 倉吉町                         | 倉吉町                      | 昭和28年10月1日 倉吉市      | 倉吉市                             | 倉吉市                              | 倉吉市        |
| 久 米 郡 | 下田中村   | 下田中村            | 下田中村    | 下田中村    | 上灘村                      | 上灘村                            | 昭和4年10月1日 倉吉町に編入 | 倉吉町                         | 倉吉町                      | 昭和28年10月1日 倉吉市      | 倉吉市                             | 倉吉市                              | 倉吉市        |
| 久 米 郡 | 円谷村     | 円谷村              | 円谷村      | 円谷村      | 上灘村                      | 上灘村                            | 昭和4年10月1日 倉吉町に編入 | 倉吉町                         | 倉吉町                      | 昭和28年10月1日 倉吉市      | 倉吉市                             | 倉吉市                              | 倉吉市        |
| 久 米 郡 | 駄経寺村   | 駄経寺村            | 駄経寺村    | 駄経寺村    | 上灘村                      | 上灘村                            | 昭和4年10月1日 倉吉町に編入 | 倉吉町                         | 倉吉町                      | 昭和28年10月1日 倉吉市      | 倉吉市                             | 倉吉市                              | 倉吉市        |
| 久 米 郡 | 少林寺村   | 少林寺村            | 米田村      | 米田村      | 上灘村                      | 上灘村                            | 昭和4年10月1日 倉吉町に編入 | 倉吉町                         | 倉吉町                      | 昭和28年10月1日 倉吉市      | 倉吉市                             | 倉吉市                              | 倉吉市        |
| 久 米 郡 | 会下谷村   | 会下谷村            | 米田村      | 米田村      | 上灘村                      | 上灘村                            | 昭和4年10月1日 倉吉町に編入 | 倉吉町                         | 倉吉町                      | 昭和28年10月1日 倉吉市      | 倉吉市                             | 倉吉市                              | 倉吉市        |
| 久 米 郡 | 田内村     | 田内村              | 巖城村      | 巖城村      | 上灘村                      | 上灘村                            | 昭和4年10月1日 倉吉町に編入 | 倉吉町                         | 倉吉町                      | 昭和28年10月1日 倉吉市      | 倉吉市                             | 倉吉市                              | 倉吉市        |
| 久 米 郡 | 三明寺村   | 三明寺村            | 巖城村      | 巖城村      | 上灘村                      | 上灘村                            | 昭和4年10月1日 倉吉町に編入 | 倉吉町                         | 倉吉町                      | 昭和28年10月1日 倉吉市      | 倉吉市                             | 倉吉市                              | 倉吉市        |
| 久 米 郡 | 宮村       | 宮村                | 小鴨村      | 小鴨村      | 小鴨村                      | 小鴨村                            | 小鴨村                      | 小鴨村                         | 昭和26年4月1日 倉吉町に編入 | 昭和28年10月1日 倉吉市      | 倉吉市                             | 倉吉市                              | 倉吉市        |
| 久 米 郡 | 市場村     | 市場村              | 小鴨村      | 小鴨村      | 小鴨村                      | 小鴨村                            | 小鴨村                      | 小鴨村                         | 昭和26年4月1日 倉吉町に編入 | 昭和28年10月1日 倉吉市      | 倉吉市                             | 倉吉市                              | 倉吉市        |
| 久 米 郡 | 弓削村     | 弓削村              | 東鴨村      | 東鴨村      | 小鴨村                      | 小鴨村                            | 小鴨村                      | 小鴨村                         | 昭和26年4月1日 倉吉町に編入 | 昭和28年10月1日 倉吉市      | 倉吉市                             | 倉吉市                              | 倉吉市        |
| 久 米 郡 | 長坂村     | 長坂村              | 東鴨村      | 東鴨村      | 小鴨村                      | 小鴨村                            | 小鴨村                      | 小鴨村                         | 昭和26年4月1日 倉吉町に編入 | 昭和28年10月1日 倉吉市      | 倉吉市                             | 倉吉市                              | 倉吉市        |
| 久 米 郡 | 福岡村     | 福岡村              | 福岡村      | 福守村      | 小鴨村                      | 小鴨村                            | 小鴨村                      | 小鴨村                         | 昭和26年4月1日 倉吉町に編入 | 昭和28年10月1日 倉吉市      | 倉吉市                             | 倉吉市                              | 倉吉市        |
| 久 米 郡 | 守護分村   | 守護分村            | 守護分村    | 福守村      | 小鴨村                      | 小鴨村                            | 小鴨村                      | 小鴨村                         | 昭和26年4月1日 倉吉町に編入 | 昭和28年10月1日 倉吉市      | 倉吉市                             | 倉吉市                              | 倉吉市        |
| 久 米 郡 | 北野村     | 北野村              | 北野村      | 北野村      | 小鴨村                      | 小鴨村                            | 小鴨村                      | 小鴨村                         | 昭和26年4月1日 倉吉町に編入 | 昭和28年10月1日 倉吉市      | 倉吉市                             | 倉吉市                              | 倉吉市        |
| 久 米 郡 | 中西村     | 中西村              | 中西村      | 北野村      | 小鴨村                      | 小鴨村                            | 小鴨村                      | 小鴨村                         | 昭和26年4月1日 倉吉町に編入 | 昭和28年10月1日 倉吉市      | 倉吉市                             | 倉吉市                              | 倉吉市        |
| 久 米 郡 | 富海村     | 富海村              | 富海村      | 富海村      | 小鴨村                      | 小鴨村                            | 小鴨村                      | 小鴨村                         | 昭和26年4月1日 倉吉町に編入 | 昭和28年10月1日 倉吉市      | 倉吉市                             | 倉吉市                              | 倉吉市        |
| 久 米 郡 | 下大江村   | 下大江村            | 下大江村    | 下大江村    | 小鴨村                      | 小鴨村                            | 小鴨村                      | 小鴨村                         | 昭和26年4月1日 倉吉町に編入 | 昭和28年10月1日 倉吉市      | 倉吉市                             | 倉吉市                              | 倉吉市        |
| 久 米 郡 | 生田村     | 生田村              | 生田村      | 生田村      | 小鴨村                      | 小鴨村                            | 小鴨村                      | 小鴨村                         | 昭和26年4月1日 倉吉町に編入 | 昭和28年10月1日 倉吉市      | 倉吉市                             | 倉吉市                              | 倉吉市        |
| 久 米 郡 | 岡田村     | 岡田村              | 岡田村      | 岡田村      | 小鴨村                      | 小鴨村                            | 小鴨村                      | 小鴨村                         | 昭和26年4月1日 倉吉町に編入 | 昭和28年10月1日 倉吉市      | 倉吉市                             | 倉吉市                              | 倉吉市        |
| 久 米 郡 | 中河原村   | 中河原村            | 中河原村    | 中河原村    | 小鴨村                      | 小鴨村                            | 小鴨村                      | 小鴨村                         | 昭和26年4月1日 倉吉町に編入 | 昭和28年10月1日 倉吉市      | 倉吉市                             | 倉吉市                              | 倉吉市        |
| 久 米 郡 | 大宮村     | 大宮村              | 大宮村      | 大宮村      | 小鴨村                      | 小鴨村                            | 小鴨村                      | 小鴨村                         | 昭和26年4月1日 倉吉町に編入 | 昭和28年10月1日 倉吉市      | 倉吉市                             | 倉吉市                              | 倉吉市        |
| 久 米 郡 | 岩倉村     | 岩倉村              | 岩倉村      | 岩倉村      | 小鴨村                      | 小鴨村                            | 小鴨村                      | 小鴨村                         | 昭和26年4月1日 倉吉町に編入 | 昭和28年10月1日 倉吉市      | 倉吉市                             | 倉吉市                              | 倉吉市        |
| 久 米 郡 | 菅原村     | 菅原村              | 菅原村      | 菅原村      | 小鴨村                      | 小鴨村                            | 小鴨村                      | 小鴨村                         | 昭和26年4月1日 倉吉町に編入 | 昭和28年10月1日 倉吉市      | 倉吉市                             | 倉吉市                              | 倉吉市        |
| 久 米 郡 | 黒見村     | 黒見村              | 黒見村      | 黒見村      | 社村                        | 社村                              | 社村                        | 社村                           | 社村                        | 昭和28年10月1日 倉吉市      | 倉吉市                             | 倉吉市                              | 倉吉市        |
| 久 米 郡 | 横田村     | 横田村              | 横田村      | 横田村      | 社村                        | 社村                              | 社村                        | 社村                           | 社村                        | 昭和28年10月1日 倉吉市      | 倉吉市                             | 倉吉市                              | 倉吉市        |
| 久 米 郡 | 国分寺村   | 国分寺村            | 国分寺村    | 国分寺村    | 社村                        | 社村                              | 社村                        | 社村                           | 社村                        | 昭和28年10月1日 倉吉市      | 倉吉市                             | 倉吉市                              | 倉吉市        |
| 久 米 郡 | 秋喜村     | 秋喜村              | 秋喜村      | 秋喜村      | 社村                        | 社村                              | 社村                        | 社村                           | 社村                        | 昭和28年10月1日 倉吉市      | 倉吉市                             | 倉吉市                              | 倉吉市        |
| 久 米 郡 | 国府村     | 国府村              | 国府村      | 国府村      | 社村                        | 社村                              | 社村                        | 社村                           | 社村                        | 昭和28年10月1日 倉吉市      | 倉吉市                             | 倉吉市                              | 倉吉市        |
| 久 米 郡 | 大谷村     | 大谷村              | 大谷村      | 大谷村      | 社村                        | 社村                              | 社村                        | 社村                           | 社村                        | 昭和28年10月1日 倉吉市      | 倉吉市                             | 倉吉市                              | 倉吉市        |
| 久 米 郡 | 不入岡村   | 不入岡村            | 不入岡村    | 不入岡村    | 社村                        | 社村                              | 社村                        | 社村                           | 社村                        | 昭和28年10月1日 倉吉市      | 倉吉市                             | 倉吉市                              | 倉吉市        |
| 久 米 郡 | 和田村     | 和田村              | 和田村      | 和田村      | 社村                        | 社村                              | 社村                        | 社村                           | 社村                        | 昭和28年10月1日 倉吉市      | 倉吉市                             | 倉吉市                              | 倉吉市        |
| 久 米 郡 | 島田村     | 島田村              | 福光村      | 福光村      | 社村                        | 社村                              | 社村                        | 社村                           | 社村                        | 昭和28年10月1日 倉吉市      | 倉吉市                             | 倉吉市                              | 倉吉市        |
| 久 米 郡 | 今倉村     | 今倉村              | 福光村      | 福光村      | 社村                        | 社村                              | 社村                        | 社村                           | 社村                        | 昭和28年10月1日 倉吉市      | 倉吉市                             | 倉吉市                              | 倉吉市        |
| 久 米 郡 | 今在家村   | 今在家村            | 今在家村    | 今在家村    | 西志村                      | 大正6年12月1日 高城村             | 高城村                      | 高城村                         | 高城村                      | 昭和28年10月1日 倉吉市      | 倉吉市                             | 倉吉市                              | 倉吉市        |
| 久 米 郡 | 服部村     | 服部村              | 服部村      | 服部村      | 西志村                      | 大正6年12月1日 高城村             | 高城村                      | 高城村                         | 高城村                      | 昭和28年10月1日 倉吉市      | 倉吉市                             | 倉吉市                              | 倉吉市        |
| 久 米 郡 | 桜村       | 桜村                | 桜村        | 桜村        | 西志村                      | 大正6年12月1日 高城村             | 高城村                      | 高城村                         | 高城村                      | 昭和28年10月1日 倉吉市      | 倉吉市                             | 倉吉市                              | 倉吉市        |
| 久 米 郡 | 河来見村   | 河来見村            | 河来見村    | 河来見村    | 西志村                      | 大正6年12月1日 高城村             | 高城村                      | 高城村                         | 高城村                      | 昭和28年10月1日 倉吉市      | 倉吉市                             | 倉吉市                              | 倉吉市        |
| 久 米 郡 | 岡村       | 岡村                | 岡村        | 岡村        | 東志村                      | 大正6年12月1日 高城村             | 高城村                      | 高城村                         | 高城村                      | 昭和28年10月1日 倉吉市      | 倉吉市                             | 倉吉市                              | 倉吉市        |
| 久 米 郡 | 上大立村   | 上大立村            | 上大立村    | 上大立村    | 東志村                      | 大正6年12月1日 高城村             | 高城村                      | 高城村                         | 高城村                      | 昭和28年10月1日 倉吉市      | 倉吉市                             | 倉吉市                              | 倉吉市        |
| 久 米 郡 | 立見村     | 立見村              | 立見村      | 立見村      | 東志村                      | 大正6年12月1日 高城村             | 高城村                      | 高城村                         | 高城村                      | 昭和28年10月1日 倉吉市      | 倉吉市                             | 倉吉市                              | 倉吉市        |
| 久 米 郡 | 椋波村     | 椋波村              | 椋波村      | 椋波村      | 東志村                      | 大正6年12月1日 高城村             | 高城村                      | 高城村                         | 高城村                      | 昭和28年10月1日 倉吉市      | 倉吉市                             | 倉吉市                              | 倉吉市        |
| 久 米 郡 | 般若村     | 般若村              | 般若村      | 般若村      | 東志村                      | 大正6年12月1日 高城村             | 高城村                      | 高城村                         | 高城村                      | 昭和28年10月1日 倉吉市      | 倉吉市                             | 倉吉市                              | 倉吉市        |
| 久 米 郡 | 福積村     | 福積村              | 福積村      | 福積村      | 東志村                      | 大正6年12月1日 高城村             | 高城村                      | 高城村                         | 高城村                      | 昭和28年10月1日 倉吉市      | 倉吉市                             | 倉吉市                              | 倉吉市        |
| 久 米 郡 | 大立村     | 大立村              | 大立村      | 大立村      | 東志村                      | 大正6年12月1日 高城村             | 高城村                      | 高城村                         | 高城村                      | 昭和28年10月1日 倉吉市      | 倉吉市                             | 倉吉市                              | 倉吉市        |
| 久 米 郡 | 田積村     | 田積村              | 大立村      | 大立村      | 東志村                      | 大正6年12月1日 高城村             | 高城村                      | 高城村                         | 高城村                      | 昭和28年10月1日 倉吉市      | 倉吉市                             | 倉吉市                              | 倉吉市        |
| 久 米 郡 | 横手村     | 横手村              | 大立村      | 大立村      | 東志村                      | 大正6年12月1日 高城村             | 高城村                      | 高城村                         | 高城村                      | 昭和28年10月1日 倉吉市      | 倉吉市                             | 倉吉市                              | 倉吉市        |
| 久 米 郡 | 上福田村   | 上福田村            | 上福田村    | 上福田村    | 福米村                      | 大正6年12月1日 高城村             | 高城村                      | 高城村                         | 高城村                      | 昭和28年10月1日 倉吉市      | 倉吉市                             | 倉吉市                              | 倉吉市        |
| 久 米 郡 | 下福田村   | 下福田村            | 下福田村    | 下福田村    | 福米村                      | 大正6年12月1日 高城村             | 高城村                      | 高城村                         | 高城村                      | 昭和28年10月1日 倉吉市      | 倉吉市                             | 倉吉市                              | 倉吉市        |
| 久 米 郡 | 上米積村   | 上米積村            | 上米積村    | 上米積村    | 福米村                      | 大正6年12月1日 高城村             | 高城村                      | 高城村                         | 高城村                      | 昭和28年10月1日 倉吉市      | 倉吉市                             | 倉吉市                              | 倉吉市        |
| 久 米 郡 | 下米積村   | 下米積村            | 下米積村    | 下米積村    | 福米村                      | 大正6年12月1日 高城村             | 高城村                      | 高城村                         | 高城村                      | 昭和28年10月1日 倉吉市      | 倉吉市                             | 倉吉市                              | 倉吉市        |
| 久 米 郡 | 上古川村   | 上古川村            | 上古川村    | 上古川村    | 上小鴨村                    | 上小鴨村                          | 上小鴨村                    | 上小鴨村                       | 上小鴨村                    | 昭和28年10月1日 倉吉市      | 倉吉市                             | 倉吉市                              | 倉吉市        |
| 久 米 郡 | 蔵内村     | 蔵内村              | 蔵内村      | 蔵内村      | 上小鴨村                    | 上小鴨村                          | 上小鴨村                    | 上小鴨村                       | 上小鴨村                    | 昭和28年10月1日 倉吉市      | 倉吉市                             | 倉吉市                              | 倉吉市        |
| 久 米 郡 | 石塚村     | 石塚村              | 石塚村      | 石塚村      | 上小鴨村                    | 上小鴨村                          | 上小鴨村                    | 上小鴨村                       | 上小鴨村                    | 昭和28年10月1日 倉吉市      | 倉吉市                             | 倉吉市                              | 倉吉市        |
| 久 米 郡 | 福山村     | 福山村              | 福山村      | 福山村      | 上小鴨村                    | 上小鴨村                          | 上小鴨村                    | 上小鴨村                       | 上小鴨村                    | 昭和28年10月1日 倉吉市      | 倉吉市                             | 倉吉市                              | 倉吉市        |
| 久 米 郡 | 広瀬村     | 広瀬村              | 広瀬村      | 広瀬村      | 上小鴨村                    | 上小鴨村                          | 上小鴨村                    | 上小鴨村                       | 上小鴨村                    | 昭和28年10月1日 倉吉市      | 倉吉市                             | 倉吉市                              | 倉吉市        |
| 久 米 郡 | 耳村       | 耳村                | 耳村        | 耳村        | 上小鴨村                    | 上小鴨村                          | 上小鴨村                    | 上小鴨村                       | 上小鴨村                    | 昭和28年10月1日 倉吉市      | 倉吉市                             | 倉吉市                              | 倉吉市        |
| 久 米 郡 | 生竹村     | 生竹村              | 鴨河内村    | 鴨河内村    | 上小鴨村                    | 上小鴨村                          | 上小鴨村                    | 上小鴨村                       | 上小鴨村                    | 昭和28年10月1日 倉吉市      | 倉吉市                             | 倉吉市                              | 倉吉市        |
| 久 米 郡 | 中田村     | 中田村              | 鴨河内村    | 鴨河内村    | 上小鴨村                    | 上小鴨村                          | 上小鴨村                    | 上小鴨村                       | 上小鴨村                    | 昭和28年10月1日 倉吉市      | 倉吉市                             | 倉吉市                              | 倉吉市        |
| 久 米 郡 | 若土村     | 若土村              | 鴨河内村    | 鴨河内村    | 上小鴨村                    | 上小鴨村                          | 上小鴨村                    | 上小鴨村                       | 上小鴨村                    | 昭和28年10月1日 倉吉市      | 倉吉市                             | 倉吉市                              | 倉吉市        |
| 久 米 郡 | 中江村     | 中江村              | 中江村      | 中江村      | 上北条村                    | 上北条村                          | 上北条村                    | 上北条村                       | 上北条村                    | 昭和28年10月1日 倉吉市      | 倉吉市                             | 倉吉市                              | 倉吉市        |
| 久 米 郡 | 小田村     | 小田村              | 小田村      | 小田村      | 上北条村                    | 上北条村                          | 上北条村                    | 上北条村                       | 上北条村                    | 昭和28年10月1日 倉吉市      | 倉吉市                             | 倉吉市                              | 倉吉市        |
| 久 米 郡 | 古川沢村   | 古川沢村            | 古川沢村    | 古川沢村    | 上北条村                    | 上北条村                          | 上北条村                    | 上北条村                       | 上北条村                    | 昭和28年10月1日 倉吉市      | 倉吉市                             | 倉吉市                              | 倉吉市        |
| 久 米 郡 | 下古川村   | 下古川村            | 下古川村    | 下古川村    | 上北条村                    | 上北条村                          | 上北条村                    | 上北条村                       | 上北条村                    | 昭和28年10月1日 倉吉市      | 倉吉市                             | 倉吉市                              | 倉吉市        |
| 久 米 郡 | 井手畑村   | 井手畑村            | 井手畑村    | 井手畑村    | 上北条村                    | 上北条村                          | 上北条村                    | 上北条村                       | 上北条村                    | 昭和28年10月1日 倉吉市      | 倉吉市                             | 倉吉市                              | 倉吉市        |
| 久 米 郡 | 新田村     | 新田村              | 新田村      | 新田村      | 上北条村                    | 上北条村                          | 上北条村                    | 上北条村                       | 上北条村                    | 昭和28年10月1日 倉吉市      | 倉吉市                             | 倉吉市                              | 倉吉市        |
| 久 米 郡 | 大塚村     | 大塚村              | 大塚村      | 大塚村      | 上北条村                    | 上北条村                          | 上北条村                    | 上北条村                       | 上北条村                    | 昭和28年10月1日 倉吉市      | 倉吉市                             | 倉吉市                              | 倉吉市        |
| 久 米 郡 | 穴窪村     | 穴窪村              | 穴窪村      | 穴窪村      | 上北条村                    | 上北条村                          | 上北条村                    | 上北条村                       | 上北条村                    | 昭和28年10月1日 倉吉市      | 倉吉市                             | 倉吉市                              | 倉吉市        |
| 久 米 郡 | 尾田村     | 尾田村              | 尾田村      | 尾田村      | 北谷村                      | 北谷村                            | 北谷村                      | 北谷村                         | 北谷村                      | 昭和28年10月1日 倉吉市      | 倉吉市                             | 倉吉市                              | 倉吉市        |
| 久 米 郡 | 福富村     | 福富村              | 福富村      | 福富村      | 北谷村                      | 北谷村                            | 北谷村                      | 北谷村                         | 北谷村                      | 昭和28年10月1日 倉吉市      | 倉吉市                             | 倉吉市                              | 倉吉市        |
| 久 米 郡 | 志津村     | 志津村              | 志津村      | 志津村      | 北谷村                      | 北谷村                            | 北谷村                      | 北谷村                         | 北谷村                      | 昭和28年10月1日 倉吉市      | 倉吉市                             | 倉吉市                              | 倉吉市        |
| 久 米 郡 | 杉野村     | 杉野村              | 杉野村      | 杉野村      | 北谷村                      | 北谷村                            | 北谷村                      | 北谷村                         | 北谷村                      | 昭和28年10月1日 倉吉市      | 倉吉市                             | 倉吉市                              | 倉吉市        |
| 久 米 郡 | 沢谷村     | 沢谷村              | 沢谷村      | 沢谷村      | 北谷村                      | 北谷村                            | 北谷村                      | 北谷村                         | 北谷村                      | 昭和28年10月1日 倉吉市      | 倉吉市                             | 倉吉市                              | 倉吉市        |
| 久 米 郡 | 悴谷村     | 悴谷村              | 悴谷村      | 悴谷村      | 北谷村                      | 北谷村                            | 北谷村                      | 北谷村                         | 北谷村                      | 昭和28年10月1日 倉吉市      | 倉吉市                             | 倉吉市                              | 倉吉市        |
| 久 米 郡 | 長谷村     | 長谷村              | 長谷村      | 長谷村      | 北谷村                      | 北谷村                            | 北谷村                      | 北谷村                         | 北谷村                      | 昭和28年10月1日 倉吉市      | 倉吉市                             | 倉吉市                              | 倉吉市        |
| 久 米 郡 | 中野村     | 中野村              | 中野村      | 中野村      | 北谷村                      | 北谷村                            | 北谷村                      | 北谷村                         | 北谷村                      | 昭和28年10月1日 倉吉市      | 倉吉市                             | 倉吉市                              | 倉吉市        |
| 久 米 郡 | 大河内村   | 大河内村            | 大河内村    | 大河内村    | 北谷村                      | 北谷村                            | 北谷村                      | 北谷村                         | 北谷村                      | 昭和28年10月1日 倉吉市      | 倉吉市                             | 倉吉市                              | 倉吉市        |
| 久 米 郡 | 森村       | 森村                | 森村        | 森村        | 北谷村                      | 北谷村                            | 北谷村                      | 北谷村                         | 北谷村                      | 昭和28年10月1日 倉吉市      | 倉吉市                             | 倉吉市                              | 倉吉市        |
| 久 米 郡 | 三江村     | 三江村              | 三江村      | 三江村      | 北谷村                      | 北谷村                            | 北谷村                      | 北谷村                         | 北谷村                      | 昭和28年10月1日 倉吉市      | 倉吉市                             | 倉吉市                              | 倉吉市        |
| 久 米 郡 | 福本村     | 福本村              | 福本村      | 福本村      | 北谷村                      | 北谷村                            | 北谷村                      | 北谷村                         | 北谷村                      | 昭和28年10月1日 倉吉市      | 倉吉市                             | 倉吉市                              | 倉吉市        |
| 久 米 郡 | 溝内村     | 溝内村              | 福本村      | 福本村      | 北谷村                      | 北谷村                            | 北谷村                      | 北谷村                         | 北谷村                      | 昭和28年10月1日 倉吉市      | 倉吉市                             | 倉吉市                              | 倉吉市        |
| 河 村 郡 | 上井村     | 上井村              | 上井村      | 上井村      | 日下村                      | 日下村                            | 日下村                      | 昭和19年7月1日 町制改称 上井町 | 上井町                      | 昭和28年10月1日 倉吉市      | 倉吉市                             | 倉吉市                              | 倉吉市        |
| 河 村 郡 | 海田村     | 海田村              | 海田村      | 海田村      | 日下村                      | 日下村                            | 日下村                      | 昭和19年7月1日 町制改称 上井町 | 上井町                      | 昭和28年10月1日 倉吉市      | 倉吉市                             | 倉吉市                              | 倉吉市        |
| 河 村 郡 | 福庭村     | 福庭村              | 福庭村      | 福庭村      | 日下村                      | 日下村                            | 日下村                      | 昭和19年7月1日 町制改称 上井町 | 上井町                      | 昭和28年10月1日 倉吉市      | 倉吉市                             | 倉吉市                              | 倉吉市        |
| 河 村 郡 | 清谷村     | 清谷村              | 清谷村      | 清谷村      | 日下村                      | 日下村                            | 日下村                      | 昭和19年7月1日 町制改称 上井町 | 上井町                      | 昭和28年10月1日 倉吉市      | 倉吉市                             | 倉吉市                              | 倉吉市        |
| 河 村 郡 | 大原村     | 大原村              | 大原村      | 大原村      | 西郷村                      | 西郷村                            | 西郷村                      | 西郷村                         | 西郷村                      | 昭和28年10月1日 倉吉市      | 倉吉市                             | 倉吉市                              | 倉吉市        |
| 河 村 郡 | 栗尾村     | 栗尾村              | 栗尾村      | 栗尾村      | 西郷村                      | 西郷村                            | 西郷村                      | 西郷村                         | 西郷村                      | 昭和28年10月1日 倉吉市      | 倉吉市                             | 倉吉市                              | 倉吉市        |
| 河 村 郡 | 下余戸村   | 下余戸村            | 下余戸村    | 下余戸村    | 西郷村                      | 西郷村                            | 西郷村                      | 西郷村                         | 西郷村                      | 昭和28年10月1日 倉吉市      | 倉吉市                             | 倉吉市                              | 倉吉市        |
| 河 村 郡 | 上余戸村   | 上余戸村            | 上余戸村    | 上余戸村    | 西郷村                      | 西郷村                            | 西郷村                      | 西郷村                         | 西郷村                      | 昭和28年10月1日 倉吉市      | 倉吉市                             | 倉吉市                              | 倉吉市        |
| 河 村 郡 | 八屋村     | 八屋村              | 八屋村      | 八屋村      | 西郷村                      | 西郷村                            | 西郷村                      | 西郷村                         | 西郷村                      | 昭和28年10月1日 倉吉市      | 倉吉市                             | 倉吉市                              | 倉吉市        |
| 河 村 郡 | 伊木村     | 伊木村              | 伊木村      | 伊木村      | 西郷村                      | 西郷村                            | 西郷村                      | 西郷村                         | 西郷村                      | 昭和28年10月1日 倉吉市      | 倉吉市                             | 倉吉市                              | 倉吉市        |
| 河 村 郡 | 山根村     | 山根村              | 山根村      | 山根村      | 西郷村                      | 西郷村                            | 西郷村                      | 西郷村                         | 西郷村                      | 昭和28年10月1日 倉吉市      | 倉吉市                             | 倉吉市                              | 倉吉市        |
| 河 村 郡 | 引地村     | 引地村              | 引地村      | 引地村      | 東郷村                      | 東郷村                            | 東郷村                      | 東郷村                         | 昭和26年3月1日 東郷松崎町   | 昭和28年4月1日 東郷町       | 東郷町                             | 平成16年10月1日 湯梨浜町            | 湯梨浜町      |
| 河 村 郡 | 小鹿谷村   | 小鹿谷村            | 小鹿谷村    | 小鹿谷村    | 東郷村                      | 東郷村                            | 東郷村                      | 東郷村                         | 昭和26年3月1日 東郷松崎町   | 昭和28年4月1日 東郷町       | 東郷町                             | 平成16年10月1日 湯梨浜町            | 湯梨浜町      |
| 河 村 郡 | 田畑村     | 田畑村              | 田畑村      | 田畑村      | 東郷村                      | 東郷村                            | 東郷村                      | 東郷村                         | 昭和26年3月1日 東郷松崎町   | 昭和28年4月1日 東郷町       | 東郷町                             | 平成16年10月1日 湯梨浜町            | 湯梨浜町      |
| 河 村 郡 | 別所村     | 別所村              | 別所村      | 別所村      | 東郷村                      | 東郷村                            | 東郷村                      | 東郷村                         | 昭和26年3月1日 東郷松崎町   | 昭和28年4月1日 東郷町       | 東郷町                             | 平成16年10月1日 湯梨浜町            | 湯梨浜町      |
| 河 村 郡 | 方面村     | 方面村              | 方面村      | 方面村      | 東郷村                      | 東郷村                            | 東郷村                      | 東郷村                         | 昭和26年3月1日 東郷松崎町   | 昭和28年4月1日 東郷町       | 東郷町                             | 平成16年10月1日 湯梨浜町            | 湯梨浜町      |
| 河 村 郡 | 高辻村     | 高辻村              | 高辻村      | 高辻村      | 東郷村                      | 東郷村                            | 東郷村                      | 東郷村                         | 昭和26年3月1日 東郷松崎町   | 昭和28年4月1日 東郷町       | 東郷町                             | 平成16年10月1日 湯梨浜町            | 湯梨浜町      |
| 河 村 郡 | 川上村     | 川上村              | 川上村      | 川上村      | 東郷村                      | 東郷村                            | 東郷村                      | 東郷村                         | 昭和26年3月1日 東郷松崎町   | 昭和28年4月1日 東郷町       | 東郷町                             | 平成16年10月1日 湯梨浜町            | 湯梨浜町      |
| 河 村 郡 | 中興寺村   | 中興寺村            | 中興寺村    | 中興寺村    | 東郷村                      | 東郷村                            | 東郷村                      | 東郷村                         | 昭和26年3月1日 東郷松崎町   | 昭和28年4月1日 東郷町       | 東郷町                             | 平成16年10月1日 湯梨浜町            | 湯梨浜町      |
| 河 村 郡 | 久見村     | 久見村              | 久見村      | 久見村      | 東郷村                      | 東郷村                            | 東郷村                      | 東郷村                         | 昭和26年3月1日 東郷松崎町   | 昭和28年4月1日 東郷町       | 東郷町                             | 平成16年10月1日 湯梨浜町            | 湯梨浜町      |
| 河 村 郡 | 山辺村     | 山辺村              | 山辺村      | 国信村      | 東郷村                      | 東郷村                            | 東郷村                      | 東郷村                         | 昭和26年3月1日 東郷松崎町   | 昭和28年4月1日 東郷町       | 東郷町                             | 平成16年10月1日 湯梨浜町            | 湯梨浜町      |
| 河 村 郡 | 中尾村     | 中尾村              | 中尾村      | 国信村      | 東郷村                      | 東郷村                            | 東郷村                      | 東郷村                         | 昭和26年3月1日 東郷松崎町   | 昭和28年4月1日 東郷町       | 東郷町                             | 平成16年10月1日 湯梨浜町            | 湯梨浜町      |
| 河 村 郡 | 松崎町     | 明治3年 改称 松崎宿 | 松崎宿      | 松崎宿      | 松崎村                      | 松崎村                            | 松崎村                      | 松崎村                         | 昭和26年3月1日 東郷松崎町   | 昭和28年4月1日 東郷町       | 東郷町                             | 平成16年10月1日 湯梨浜町            | 湯梨浜町      |
| 河 村 郡 | 長和田村   | 長和田村            | 長和田村    | 長和田村    | 花見村                      | 花見村                            | 花見村                      | 花見村                         | 花見村                      | 昭和28年4月1日 東郷町       | 東郷町                             | 平成16年10月1日 湯梨浜町            | 湯梨浜町      |
| 河 村 郡 | 長江村     | 長江村              | 長江村      | 長江村      | 花見村                      | 花見村                            | 花見村                      | 花見村                         | 花見村                      | 昭和28年4月1日 東郷町       | 東郷町                             | 平成16年10月1日 湯梨浜町            | 湯梨浜町      |
| 河 村 郡 | 門田村     | 門田村              | 門田村      | 門田村      | 花見村                      | 花見村                            | 花見村                      | 花見村                         | 花見村                      | 昭和28年4月1日 東郷町       | 東郷町                             | 平成16年10月1日 湯梨浜町            | 湯梨浜町      |
| 河 村 郡 | 佐美村     | 佐美村              | 佐美村      | 佐美村      | 花見村                      | 花見村                            | 花見村                      | 花見村                         | 花見村                      | 昭和28年4月1日 東郷町       | 東郷町                             | 平成16年10月1日 湯梨浜町            | 湯梨浜町      |
| 河 村 郡 | 埴見村     | 埴見村              | 埴見村      | 埴見村      | 花見村                      | 花見村                            | 花見村                      | 花見村                         | 花見村                      | 昭和28年4月1日 東郷町       | 東郷町                             | 平成16年10月1日 湯梨浜町            | 湯梨浜町      |
| 河 村 郡 | 羽衣石村   | 羽衣石村            | 羽衣石村    | 羽衣石村    | 花見村                      | 花見村                            | 花見村                      | 花見村                         | 花見村                      | 昭和28年4月1日 東郷町       | 東郷町                             | 平成16年10月1日 湯梨浜町            | 湯梨浜町      |
| 河 村 郡 | 野花村     | 野花村              | 野花村      | 野花村      | 花見村                      | 花見村                            | 花見村                      | 花見村                         | 花見村                      | 昭和28年4月1日 東郷町       | 東郷町                             | 平成16年10月1日 湯梨浜町            | 湯梨浜町      |
| 河 村 郡 | 藤津村     | 藤津村              | 藤津村      | 藤津村      | 舎人村                      | 舎人村                            | 舎人村                      | 舎人村                         | 舎人村                      | 昭和28年4月1日 東郷町       | 東郷町                             | 平成16年10月1日 湯梨浜町            | 湯梨浜町      |
| 河 村 郡 | 宮内村     | 宮内村              | 宮内村      | 宮内村      | 舎人村                      | 舎人村                            | 舎人村                      | 舎人村                         | 舎人村                      | 昭和28年4月1日 東郷町       | 東郷町                             | 平成16年10月1日 湯梨浜町            | 湯梨浜町      |
| 河 村 郡 | 野方村     | 野方村              | 野方村      | 野方村      | 舎人村                      | 舎人村                            | 舎人村                      | 舎人村                         | 舎人村                      | 昭和28年4月1日 東郷町       | 東郷町                             | 平成16年10月1日 湯梨浜町            | 湯梨浜町      |
| 河 村 郡 | 白石村     | 白石村              | 白石村      | 白石村      | 舎人村                      | 舎人村                            | 舎人村                      | 舎人村                         | 舎人村                      | 昭和28年4月1日 東郷町       | 東郷町                             | 平成16年10月1日 湯梨浜町            | 湯梨浜町      |
| 河 村 郡 | 方地村     | 方地村              | 方地村      | 方地村      | 舎人村                      | 舎人村                            | 舎人村                      | 舎人村                         | 舎人村                      | 昭和28年4月1日 東郷町       | 東郷町                             | 平成16年10月1日 湯梨浜町            | 湯梨浜町      |
| 河 村 郡 | 漆原村     | 漆原村              | 漆原村      | 漆原村      | 舎人村                      | 舎人村                            | 舎人村                      | 舎人村                         | 舎人村                      | 昭和28年4月1日 東郷町       | 東郷町                             | 平成16年10月1日 湯梨浜町            | 湯梨浜町      |
| 河 村 郡 | 福永村     | 福永村              | 北福村      | 北福村      | 舎人村                      | 舎人村                            | 舎人村                      | 舎人村                         | 舎人村                      | 昭和28年4月1日 東郷町       | 東郷町                             | 平成16年10月1日 湯梨浜町            | 湯梨浜町      |
| 河 村 郡 | 北方村     | 北方村              | 北福村      | 北福村      | 舎人村                      | 舎人村                            | 舎人村                      | 舎人村                         | 舎人村                      | 昭和28年4月1日 東郷町       | 東郷町                             | 平成16年10月1日 湯梨浜町            | 湯梨浜町      |
| 河 村 郡 | 光吉村     | 光吉村              | 光吉村      | 光吉村      | 浅津村                      | 浅津村                            | 浅津村                      | 浅津村                         | 浅津村                      | 昭和28年4月1日 羽合町       | 羽合町                             | 平成16年10月1日 湯梨浜町            | 湯梨浜町      |
| 河 村 郡 | 下浅津村   | 下浅津村            | 下浅津村    | 下浅津村    | 浅津村                      | 浅津村                            | 浅津村                      | 浅津村                         | 浅津村                      | 昭和28年4月1日 羽合町       | 羽合町                             | 平成16年10月1日 湯梨浜町            | 湯梨浜町      |
| 河 村 郡 | 上浅津村   | 上浅津村            | 上浅津村    | 上浅津村    | 浅津村                      | 浅津村                            | 浅津村                      | 浅津村                         | 浅津村                      | 昭和28年4月1日 羽合町       | 羽合町                             | 平成16年10月1日 湯梨浜町            | 湯梨浜町      |
| 河 村 郡 | 南谷村     | 南谷村              | 南谷村      | 南谷村      | 浅津村                      | 浅津村                            | 浅津村                      | 浅津村                         | 浅津村                      | 昭和28年4月1日 羽合町       | 羽合町                             | 平成16年10月1日 湯梨浜町            | 湯梨浜町      |
| 河 村 郡 | 長瀬宿     | 長瀬宿              | 長瀬宿      | 長瀬宿      | 長瀬村                      | 長瀬村                            | 長瀬村                      | 長瀬村                         | 長瀬村                      | 昭和28年4月1日 羽合町       | 羽合町                             | 平成16年10月1日 湯梨浜町            | 湯梨浜町      |
| 河 村 郡 | 田後村     | 田後村              | 田後村      | 田後村      | 長瀬村                      | 長瀬村                            | 長瀬村                      | 長瀬村                         | 長瀬村                      | 昭和28年4月1日 羽合町       | 羽合町                             | 平成16年10月1日 湯梨浜町            | 湯梨浜町      |
| 河 村 郡 | 水下村     | 水下村              | 水下村      | 水下村      | 長瀬村                      | 長瀬村                            | 長瀬村                      | 長瀬村                         | 長瀬村                      | 昭和28年4月1日 羽合町       | 羽合町                             | 平成16年10月1日 湯梨浜町            | 湯梨浜町      |
| 河 村 郡 | 久留村     | 久留村              | 久留村      | 久留村      | 長瀬村                      | 長瀬村                            | 長瀬村                      | 長瀬村                         | 長瀬村                      | 昭和28年4月1日 羽合町       | 羽合町                             | 平成16年10月1日 湯梨浜町            | 湯梨浜町      |
| 河 村 郡 | 上橋津村   | 上橋津村            | 上橋津村    | 上橋津村    | 橋津村                      | 橋津村                            | 橋津村                      | 橋津村                         | 橋津村                      | 昭和28年4月1日 羽合町       | 羽合町                             | 平成16年10月1日 湯梨浜町            | 湯梨浜町      |
| 河 村 郡 | 橋津村     | 橋津村              | 橋津村      | 橋津村      | 橋津村                      | 橋津村                            | 橋津村                      | 橋津村                         | 橋津村                      | 昭和28年4月1日 羽合町       | 羽合町                             | 平成16年10月1日 湯梨浜町            | 湯梨浜町      |
| 河 村 郡 | 赤池村     | 赤池村              | 赤池村      | 赤池村      | 橋津村                      | 橋津村                            | 橋津村                      | 橋津村                         | 橋津村                      | 昭和28年4月1日 羽合町       | 羽合町                             | 平成16年10月1日 湯梨浜町            | 湯梨浜町      |
| 河 村 郡 | 宇野村     | 宇野村              | 宇野村      | 宇野村      | 橋津村                      | 明治24年10月23日 分立 宇野村      | 宇野村                      | 宇野村                         | 宇野村                      | 昭和28年4月1日 羽合町       | 羽合町                             | 平成16年10月1日 湯梨浜町            | 湯梨浜町      |
| 河 村 郡 | 泊宿       | 泊宿                | 泊宿        | 泊宿        | 泊村                        | 大正7年1月1日 泊村                | 泊村                        | 泊村                           | 泊村                        | 泊村                        | 泊村                               | 平成16年10月1日 湯梨浜町            | 湯梨浜町      |
| 河 村 郡 | 小浜村     | 小浜村              | 小浜村      | 小浜村      | 久津賀村                    | 大正7年1月1日 泊村                | 泊村                        | 泊村                           | 泊村                        | 泊村                        | 泊村                               | 平成16年10月1日 湯梨浜町            | 湯梨浜町      |
| 河 村 郡 | 筒地村     | 筒地村              | 筒地村      | 筒地村      | 久津賀村                    | 大正7年1月1日 泊村                | 泊村                        | 泊村                           | 泊村                        | 泊村                        | 泊村                               | 平成16年10月1日 湯梨浜町            | 湯梨浜町      |
| 河 村 郡 | 石脇村     | 石脇村              | 石脇村      | 石脇村      | 久津賀村                    | 大正7年1月1日 泊村                | 泊村                        | 泊村                           | 泊村                        | 泊村                        | 泊村                               | 平成16年10月1日 湯梨浜町            | 湯梨浜町      |
| 河 村 郡 | 園村       | 園村                | 園村        | 園村        | 三橋村                      | 大正7年1月1日 泊村                | 泊村                        | 泊村                           | 泊村                        | 泊村                        | 泊村                               | 平成16年10月1日 湯梨浜町            | 湯梨浜町      |
| 河 村 郡 | 原村       | 原村                | 原村        | 原村        | 三橋村                      | 大正7年1月1日 泊村                | 泊村                        | 泊村                           | 泊村                        | 泊村                        | 泊村                               | 平成16年10月1日 湯梨浜町            | 湯梨浜町      |
| 河 村 郡 | 宇谷村     | 宇谷村              | 宇谷村      | 宇谷村      | 三橋村                      | 大正7年1月1日 泊村                | 泊村                        | 泊村                           | 泊村                        | 泊村                        | 泊村                               | 平成16年10月1日 湯梨浜町            | 湯梨浜町      |
| 河 村 郡 | 湯村       | 明治7年 改称 三朝村 | 三朝村      | 三朝村      | 三朝村                      | 三朝村                            | 三朝村                      | 三朝村                         | 三朝村                      | 昭和28年11月1日 三朝町      | 三朝町                             | 三朝町                              | 三朝町        |
| 河 村 郡 | 大瀬村     | 大瀬村              | 大瀬村      | 大瀬村      | 三朝村                      | 三朝村                            | 三朝村                      | 三朝村                         | 三朝村                      | 昭和28年11月1日 三朝町      | 三朝町                             | 三朝町                              | 三朝町        |
| 河 村 郡 | 横手村     | 横手村              | 横手村      | 横手村      | 三朝村                      | 三朝村                            | 三朝村                      | 三朝村                         | 三朝村                      | 昭和28年11月1日 三朝町      | 三朝町                             | 三朝町                              | 三朝町        |
| 河 村 郡 | 山田村     | 山田村              | 山田村      | 山田村      | 三朝村                      | 三朝村                            | 三朝村                      | 三朝村                         | 三朝村                      | 昭和28年11月1日 三朝町      | 三朝町                             | 三朝町                              | 三朝町        |
| 河 村 郡 | 砂原村     | 砂原村              | 砂原村      | 砂原村      | 三朝村                      | 三朝村                            | 三朝村                      | 三朝村                         | 三朝村                      | 昭和28年11月1日 三朝町      | 三朝町                             | 三朝町                              | 三朝町        |
| 河 村 郡 | 門前村     | 門前村              | 門前村      | 門前村      | 三徳村                      | 大正6年12月1日 三徳村             | 三徳村                      | 三徳村                         | 三徳村                      | 昭和28年11月1日 三朝町      | 三朝町                             | 三朝町                              | 三朝町        |
| 河 村 郡 | 俵原村     | 俵原村              | 俵原村      | 俵原村      | 三徳村                      | 大正6年12月1日 三徳村             | 三徳村                      | 三徳村                         | 三徳村                      | 昭和28年11月1日 三朝町      | 三朝町                             | 三朝町                              | 三朝町        |
| 河 村 郡 | 余戸村     | 余戸村              | 余戸村      | 余戸村      | 鼎村                        | 大正6年12月1日 三徳村             | 三徳村                      | 三徳村                         | 三徳村                      | 昭和28年11月1日 三朝町      | 三朝町                             | 三朝町                              | 三朝町        |
| 河 村 郡 | 片柴村     | 片柴村              | 片柴村      | 片柴村      | 鼎村                        | 大正6年12月1日 三徳村             | 三徳村                      | 三徳村                         | 三徳村                      | 昭和28年11月1日 三朝町      | 三朝町                             | 三朝町                              | 三朝町        |
| 河 村 郡 | 坂本村     | 坂本村              | 坂本村      | 坂本村      | 鼎村                        | 大正6年12月1日 三徳村             | 三徳村                      | 三徳村                         | 三徳村                      | 昭和28年11月1日 三朝町      | 三朝町                             | 三朝町                              | 三朝町        |
| 河 村 郡 | 吉田村     | 吉田村              | 吉田村      | 吉田村      | 小鹿村                      | 大正6年11月1日 小鹿村             | 小鹿村                      | 小鹿村                         | 小鹿村                      | 昭和28年11月1日 三朝町      | 三朝町                             | 三朝町                              | 三朝町        |
| 河 村 郡 | 高橋村     | 高橋村              | 高橋村      | 高橋村      | 小鹿村                      | 大正6年11月1日 小鹿村             | 小鹿村                      | 小鹿村                         | 小鹿村                      | 昭和28年11月1日 三朝町      | 三朝町                             | 三朝町                              | 三朝町        |
| 河 村 郡 | 西小鹿村   | 西小鹿村            | 西小鹿村    | 西小鹿村    | 小鹿村                      | 大正6年11月1日 小鹿村             | 小鹿村                      | 小鹿村                         | 小鹿村                      | 昭和28年11月1日 三朝町      | 三朝町                             | 三朝町                              | 三朝町        |
| 河 村 郡 | 東小鹿村   | 東小鹿村            | 東小鹿村    | 東小鹿村    | 小鹿村                      | 大正6年11月1日 小鹿村             | 小鹿村                      | 小鹿村                         | 小鹿村                      | 昭和28年11月1日 三朝町      | 三朝町                             | 三朝町                              | 三朝町        |
| 河 村 郡 | 波伯山村   | 波伯山村            | 波伯山村    | 西尾村      | 小鹿村                      | 大正6年11月1日 小鹿村             | 小鹿村                      | 小鹿村                         | 小鹿村                      | 昭和28年11月1日 三朝町      | 三朝町                             | 三朝町                              | 三朝町        |
| 河 村 郡 | 井土村     | 井土村              | 井土村      | 西尾村      | 小鹿村                      | 大正6年11月1日 小鹿村             | 小鹿村                      | 小鹿村                         | 小鹿村                      | 昭和28年11月1日 三朝町      | 三朝町                             | 三朝町                              | 三朝町        |
| 河 村 郡 | 神倉村     | 神倉村              | 神倉村      | 神倉村      | 神中村                      | 大正6年11月1日 小鹿村             | 小鹿村                      | 小鹿村                         | 小鹿村                      | 昭和28年11月1日 三朝町      | 三朝町                             | 三朝町                              | 三朝町        |
| 河 村 郡 | 中津村     | 中津村              | 中津村      | 中津村      | 神中村                      | 大正6年11月1日 小鹿村             | 小鹿村                      | 小鹿村                         | 小鹿村                      | 昭和28年11月1日 三朝町      | 三朝町                             | 三朝町                              | 三朝町        |
| 河 村 郡 | 小河内村   | 小河内村            | 小河内村    | 小河内村    | 高勢村                      | 明治40年10月1日 旭村              | 旭村                        | 旭村                           | 旭村                        | 昭和28年11月1日 三朝町      | 三朝町                             | 三朝町                              | 三朝町        |
| 河 村 郡 | 笏賀村     | 笏賀村              | 笏賀村      | 笏賀村      | 高勢村                      | 明治40年10月1日 旭村              | 旭村                        | 旭村                           | 旭村                        | 昭和28年11月1日 三朝町      | 三朝町                             | 三朝町                              | 三朝町        |
| 河 村 郡 | 福吉村     | 福吉村              | 福吉村      | 福吉村      | 高勢村                      | 明治40年10月1日 旭村              | 旭村                        | 旭村                           | 旭村                        | 昭和28年11月1日 三朝町      | 三朝町                             | 三朝町                              | 三朝町        |
| 河 村 郡 | 柿谷村     | 柿谷村              | 柿谷村      | 柿谷村      | 高勢村                      | 明治40年10月1日 旭村              | 旭村                        | 旭村                           | 旭村                        | 昭和28年11月1日 三朝町      | 三朝町                             | 三朝町                              | 三朝町        |
| 河 村 郡 | 鉛山村     | 鉛山村              | 鉛山村      | 鉛山村      | 高勢村                      | 明治40年10月1日 旭村              | 旭村                        | 旭村                           | 旭村                        | 昭和28年11月1日 三朝町      | 三朝町                             | 三朝町                              | 三朝町        |
| 河 村 郡 | 本泉村     | 本泉村              | 本泉村      | 本泉村      | 賀茂村                      | 明治40年10月1日 旭村              | 旭村                        | 旭村                           | 旭村                        | 昭和28年11月1日 三朝町      | 三朝町                             | 三朝町                              | 三朝町        |
| 河 村 郡 | 森村       | 森村                | 森村        | 森村        | 賀茂村                      | 明治40年10月1日 旭村              | 旭村                        | 旭村                           | 旭村                        | 昭和28年11月1日 三朝町      | 三朝町                             | 三朝町                              | 三朝町        |
| 河 村 郡 | 吉尾村     | 吉尾村              | 吉尾村      | 吉尾村      | 賀茂村                      | 明治40年10月1日 旭村              | 旭村                        | 旭村                           | 旭村                        | 昭和28年11月1日 三朝町      | 三朝町                             | 三朝町                              | 三朝町        |
| 河 村 郡 | 下谷村     | 下谷村              | 下谷村      | 下谷村      | 賀茂村                      | 明治40年10月1日 旭村              | 旭村                        | 旭村                           | 旭村                        | 昭和28年11月1日 三朝町      | 三朝町                             | 三朝町                              | 三朝町        |
| 河 村 郡 | 福田村     | 福田村              | 福田村      | 福田村      | 賀茂村                      | 明治40年10月1日 旭村              | 旭村                        | 旭村                           | 旭村                        | 昭和28年11月1日 三朝町      | 三朝町                             | 三朝町                              | 三朝町        |
| 河 村 郡 | 鎌田村     | 鎌田村              | 鎌田村      | 鎌田村      | 賀茂村                      | 明治40年10月1日 旭村              | 旭村                        | 旭村                           | 旭村                        | 昭和28年11月1日 三朝町      | 三朝町                             | 三朝町                              | 三朝町        |
| 河 村 郡 | 今泉村     | 今泉村              | 今泉村      | 今泉村      | 竹田村                      | 明治40年10月1日 旭村              | 旭村                        | 旭村                           | 旭村                        | 昭和28年11月1日 三朝町      | 三朝町                             | 三朝町                              | 三朝町        |
| 河 村 郡 | 湯谷村     | 湯谷村              | 湯谷村      | 湯谷村      | 竹田村                      | 明治40年10月1日 旭村              | 旭村                        | 旭村                           | 旭村                        | 昭和28年11月1日 三朝町      | 三朝町                             | 三朝町                              | 三朝町        |
| 河 村 郡 | 赤松村     | 赤松村              | 赤松村      | 赤松村      | 竹田村                      | 明治40年10月1日 旭村              | 旭村                        | 旭村                           | 旭村                        | 昭和28年11月1日 三朝町      | 三朝町                             | 三朝町                              | 三朝町        |
| 河 村 郡 | 大柿村     | 大柿村              | 大柿村      | 大柿村      | 竹田村                      | 明治40年10月1日 旭村              | 旭村                        | 旭村                           | 旭村                        | 昭和28年11月1日 三朝町      | 三朝町                             | 三朝町                              | 三朝町        |
| 河 村 郡 | 牧村       | 牧村                | 牧村        | 牧村        | 竹田村                      | 明治40年10月1日 旭村              | 旭村                        | 旭村                           | 旭村                        | 昭和28年11月1日 三朝町      | 三朝町                             | 三朝町                              | 三朝町        |
| 河 村 郡 | 恩地村     | 恩地村              | 恩地村      | 恩地村      | 竹田村                      | 明治40年10月1日 旭村              | 旭村                        | 旭村                           | 旭村                        | 昭和28年11月1日 三朝町      | 三朝町                             | 三朝町                              | 三朝町        |
| 河 村 郡 | 久原村     | 久原村              | 久原村      | 久原村      | 竹田村                      | 明治40年10月1日 旭村              | 旭村                        | 旭村                           | 旭村                        | 昭和28年11月1日 三朝町      | 三朝町                             | 三朝町                              | 三朝町        |
| 河 村 郡 | 曹源寺村   | 曹源寺村            | 曹源寺村    | 曹源寺村    | 竹田村                      | 明治40年10月1日 旭村              | 旭村                        | 旭村                           | 旭村                        | 昭和28年11月1日 三朝町      | 三朝町                             | 三朝町                              | 三朝町        |
| 河 村 郡 | 助谷村     | 助谷村              | 助谷村      | 助谷村      | 竹田村                      | 明治40年10月1日 旭村              | 旭村                        | 旭村                           | 旭村                        | 昭和28年11月1日 三朝町      | 三朝町                             | 三朝町                              | 三朝町        |
| 河 村 郡 | 下西谷村   | 下西谷村            | 下西谷村    | 下西谷村    | 西竹田村                    | 明治44年1月1日 竹田村             | 竹田村                      | 竹田村                         | 竹田村                      | 昭和28年11月1日 三朝町      | 三朝町                             | 三朝町                              | 三朝町        |
| 河 村 郡 | 上西谷村   | 上西谷村            | 上西谷村    | 上西谷村    | 西竹田村                    | 明治44年1月1日 竹田村             | 竹田村                      | 竹田村                         | 竹田村                      | 昭和28年11月1日 三朝町      | 三朝町                             | 三朝町                              | 三朝町        |
| 河 村 郡 | 福山村     | 福山村              | 福山村      | 福山村      | 西竹田村                    | 明治44年1月1日 竹田村             | 竹田村                      | 竹田村                         | 竹田村                      | 昭和28年11月1日 三朝町      | 三朝町                             | 三朝町                              | 三朝町        |
| 河 村 郡 | 四十曲村   | 四十曲村            | 福本村      | 福本村      | 西竹田村                    | 明治44年1月1日 竹田村             | 竹田村                      | 竹田村                         | 竹田村                      | 昭和28年11月1日 三朝町      | 三朝町                             | 三朝町                              | 三朝町        |
| 河 村 郡 | 柏山村     | 柏山村              | 福本村      | 福本村      | 西竹田村                    | 明治44年1月1日 竹田村             | 竹田村                      | 竹田村                         | 竹田村                      | 昭和28年11月1日 三朝町      | 三朝町                             | 三朝町                              | 三朝町        |
| 河 村 郡 | 穴鴨村     | 明治3年 改称 穴鴨宿 | 穴鴨宿      | 穴鴨宿      | 東竹田村                    | 明治44年1月1日 竹田村             | 竹田村                      | 竹田村                         | 竹田村                      | 昭和28年11月1日 三朝町      | 三朝町                             | 三朝町                              | 三朝町        |
| 河 村 郡 | 木地山村   | 木地山村            | 木地山村    | 木地山村    | 東竹田村                    | 明治44年1月1日 竹田村             | 竹田村                      | 竹田村                         | 竹田村                      | 昭和28年11月1日 三朝町      | 三朝町                             | 三朝町                              | 三朝町        |
| 河 村 郡 | 栗祖村     | 栗祖村              | 木地山村    | 木地山村    | 東竹田村                    | 明治44年1月1日 竹田村             | 竹田村                      | 竹田村                         | 竹田村                      | 昭和28年11月1日 三朝町      | 三朝町                             | 三朝町                              | 三朝町        |
| 河 村 郡 | 加谷村     | 加谷村              | 加谷村      | 加谷村      | 東竹田村                    | 明治44年1月1日 竹田村             | 竹田村                      | 竹田村                         | 竹田村                      | 昭和28年11月1日 三朝町      | 三朝町                             | 三朝町                              | 三朝町        |
| 河 村 郡 | 大谷村     | 大谷村              | 大谷村      | 大谷村      | 源村                        | 明治44年1月1日 竹田村             | 竹田村                      | 竹田村                         | 竹田村                      | 昭和28年11月1日 三朝町      | 三朝町                             | 三朝町                              | 三朝町        |
| 河 村 郡 | 下畑村     | 下畑村              | 下畑村      | 下畑村      | 源村                        | 明治44年1月1日 竹田村             | 竹田村                      | 竹田村                         | 竹田村                      | 昭和28年11月1日 三朝町      | 三朝町                             | 三朝町                              | 三朝町        |
| 河 村 郡 | 下田代村   | 明治7年 田代村      | 田代村      | 田代村      | 源村                        | 明治44年1月1日 竹田村             | 竹田村                      | 竹田村                         | 竹田村                      | 昭和28年11月1日 三朝町      | 三朝町                             | 三朝町                              | 三朝町        |
| 河 村 郡 | 上田代村   | 明治7年 田代村      | 田代村      | 田代村      | 源村                        | 明治44年1月1日 竹田村             | 竹田村                      | 竹田村                         | 竹田村                      | 昭和28年11月1日 三朝町      | 三朝町                             | 三朝町                              | 三朝町        |

## 行政
歴代郡長
| 代                                                                 | 氏名       | 就任年月日                | 退任年月日                | 出身   | 前任                 | 転任                   |
| ------------------------------------------------------------------ | ---------- | ------------------------- | ------------------------- | ------ | -------------------- | ---------------------- |
| 1                                                                  | 天野祐治   | 明治29年（1896年）4月1日  | 明治29年（1896年）8月12日 | 鳥取県 | 河村・久米・八橋郡長 | 非職                   |
| 2                                                                  | 村上先     | 明治29年（1896年）8月12日 | 明治31年（1898年）2月12日 | 岩手県 | 県属                 | 北海道札幌支庁長       |
| 3                                                                  | 梶川正温   | 明治31年（1898年）2月12日 | 明治31年（1898年）5月18日 | 鳥取県 | 八頭郡長             | 依願免官               |
| 4                                                                  | 稲村改良   | 明治31年（1898年）5月18日 | 明治34年（1901年）1月14日 | 茨城県 | 気高郡長             | 西伯郡長               |
| 5                                                                  | 内海淡     | 明治34年（1901年）1月14日 | 大正3年（1914年）12月10日 | 鳥取県 | 気高郡長             | 依願免官               |
| 6                                                                  | 落合慶四郎 | 大正3年（1914年）12月10日 | 大正7年（1918年）6月8日   | 島根県 | 徳島県理事官         | 山梨県理事官           |
| 7                                                                  | 浅沼喜雄   | 大正7年（1918年）6月21日  | 大正9年（1920年）9月7日   | 鳥取県 | 気高郡長             | 西伯郡長               |
| 8                                                                  | 島田俊夫   | 大正9年（1920年）9月8日   | 大正10年（1921年）9月21日 | 埼玉県 | 気高郡長             | 岩美郡長               |
| 9                                                                  | 真野庄太郎 | 大正10年（1921年）9月22日 | 大正13年（1924年）9月8日  | 鳥取県 | 八頭郡長             | 西伯郡長               |
| 10                                                                 | 上村靖     | 大正13年（1924年）9月9日  | 大正15年（1926年）6月30日 | 青森県 | 岩美郡長             | 郡役所廃止により、廃官 |
| 参考文献 - 鳥取県史 近代 第5巻 (資料編)989-990頁（鳥取県、1967年） |            |                           |                           |        |                      |                        |